# 阿契美尼德王朝
阿契美尼德王朝（羅馬化：Xšāça，直译：「帝国」或「王國」），又稱阿契美尼德帝國、波斯帝国或波斯第一帝國，是古代波斯地区第一个把領土擴張到大部份中亞和西亚領域的王朝，也是第一個橫跨歐亞非三洲的帝國。阿契美尼德帝國由居魯士二世（居魯士大帝）創立，极盛时期的疆域東起印度河平原，西至巴尔干半岛的色雷斯，西南至埃及和利比亚，佔地約550萬平方公里，超過當時歷史上任何一個過去的國家。極盛時統治著五千萬的人口，超過當時世界總人口的四成。

阿契美尼德帝國以其成功的集權式和官僚式的管理（透過居魯士二世之下的總督），採取多元文化政策，構建道路和郵政等基礎設施，在整個領土使用官方語言，建立公務員隊伍和龐大的專業軍隊而著稱。阿契美尼德帝國的成功激發後來帝國模仿採用類似的體系。
前7世紀時，波斯人已經定居在伊朗高原西南部的佩里斯地區，這就是他們的中心起源地帶。居魯士二世於此崛起，擊敗米底王國、呂底亞王國和新巴比倫帝國，建立阿契美尼德帝國。居魯士大帝的狂熱崇拜者，亞歷山大大帝在前330年征服大部分的阿契美尼德帝國。亞歷山大死後，原阿契美尼德帝國的大部分領土被托勒密王國和塞琉古帝國統治。到前2世紀，由伊朗人建立的安息帝國再次崛起。
阿契美尼德帝國在西方歷史上，是波希戰爭中希臘城邦的對手，並解放巴比倫的猶太流亡者（參見巴比倫囚虜）。帝國的歷史標記遠遠超出其領土和軍事影響，還包括文化、社會、技術和宗教影響。儘管兩國之間存在持久的衝突，但許多雅典人在日常生活中通過相互的文化交流而採用阿契美尼德的習俗，有些希臘人被波斯國王僱用或與波斯國王結盟。猶太教-基督教教義中提到居魯士文書的影響力，帝國在祆教遠遠傳播到中國的過程中發揮重要作用。帝國還為伊朗（也稱為波斯）的政治、遺產和歷史定下基調。

## 名稱

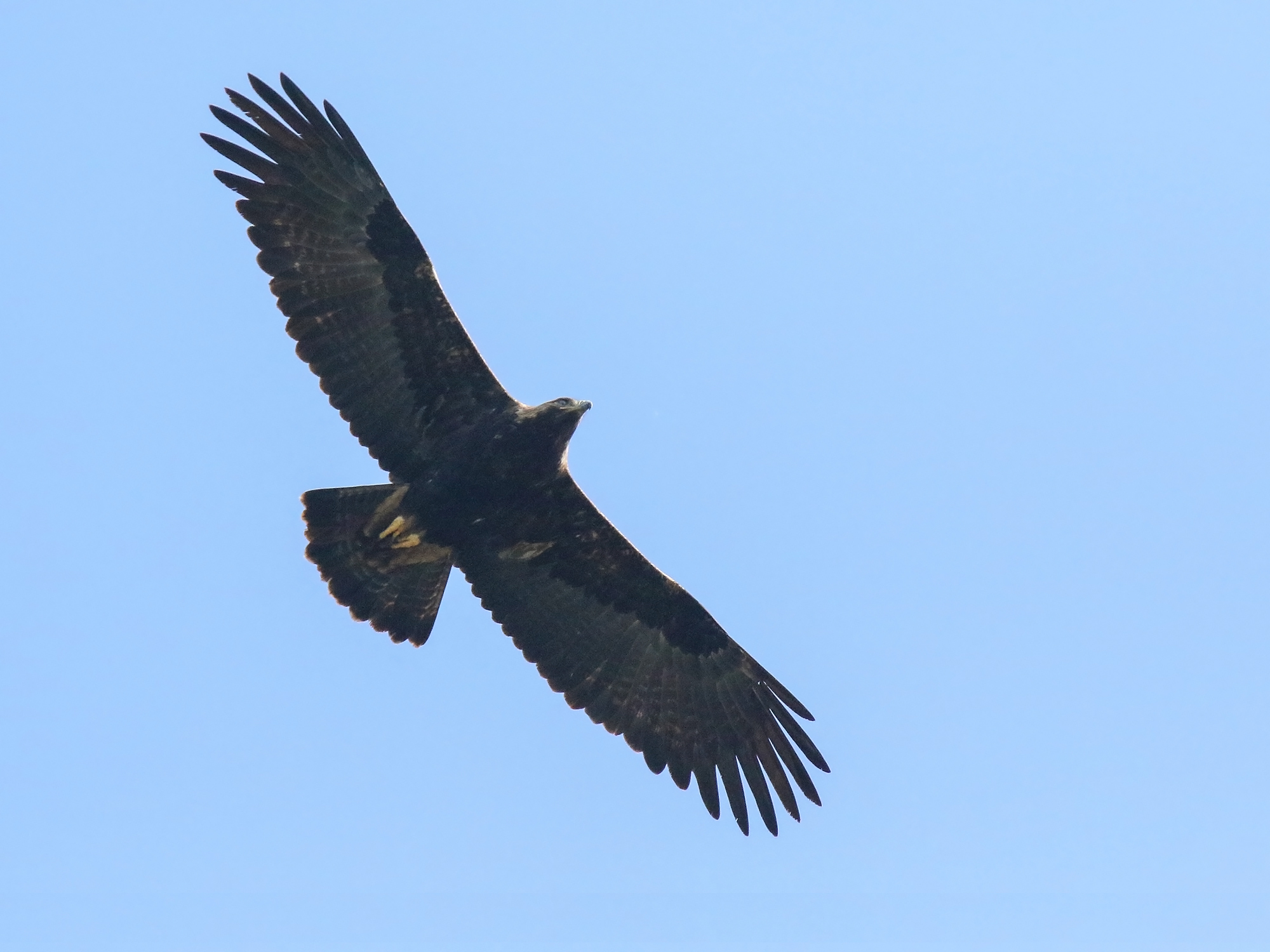
多數人認為白肩雕就是阿契美尼德王朝皇家紋章上的那隻沙赫巴茲，這種猛禽也在伊朗高原上棲息。

「阿契美尼德」一詞的意思是“阿契美尼斯家族中的一員”。阿契美尼斯（古波斯語：𐏃𐎧𐎠𐎶𐎴𐎡𐏁，āHaxāmaniš；） 是bahuvrihi複合詞，意为“了解朋友的思想”。
阿契美尼德帝國是由游牧的波斯人所創建。“波斯”一詞是古波斯語「𐎱𐎠𐎼𐎿」（Pārsa）的希臘語和拉丁語發音，指的是源自居住在佩里斯的人所建立的國家。古波斯語Xšāça的意思是“帝國”或「王國」，阿契美尼德人用以表達他們是由多個民族組成的國家。

## 歷史

### 大事年表
天文計年
日期均為約略，需較為確切日期，請參閱相關文章

### 起源
波斯民族由多個部落組成，詳列如下：帕薩爾加德、瑪拉菲、和瑪斯埤，其他部落都以他們馬首是瞻。其中，帕薩爾加德最傑出，他們之中有阿契美尼德人氏族，從此便誕生佩里斯國王。其他部落有Panthialaei、Derusiaei、Germanii，這些部落都是從事耕作的定居者，其餘有游牧的大益（Dai）、亞麻底（Mari）、大比西人（Dropici）、薩格旬（Sagarti）。——希羅多德，《歷史》1.101和125

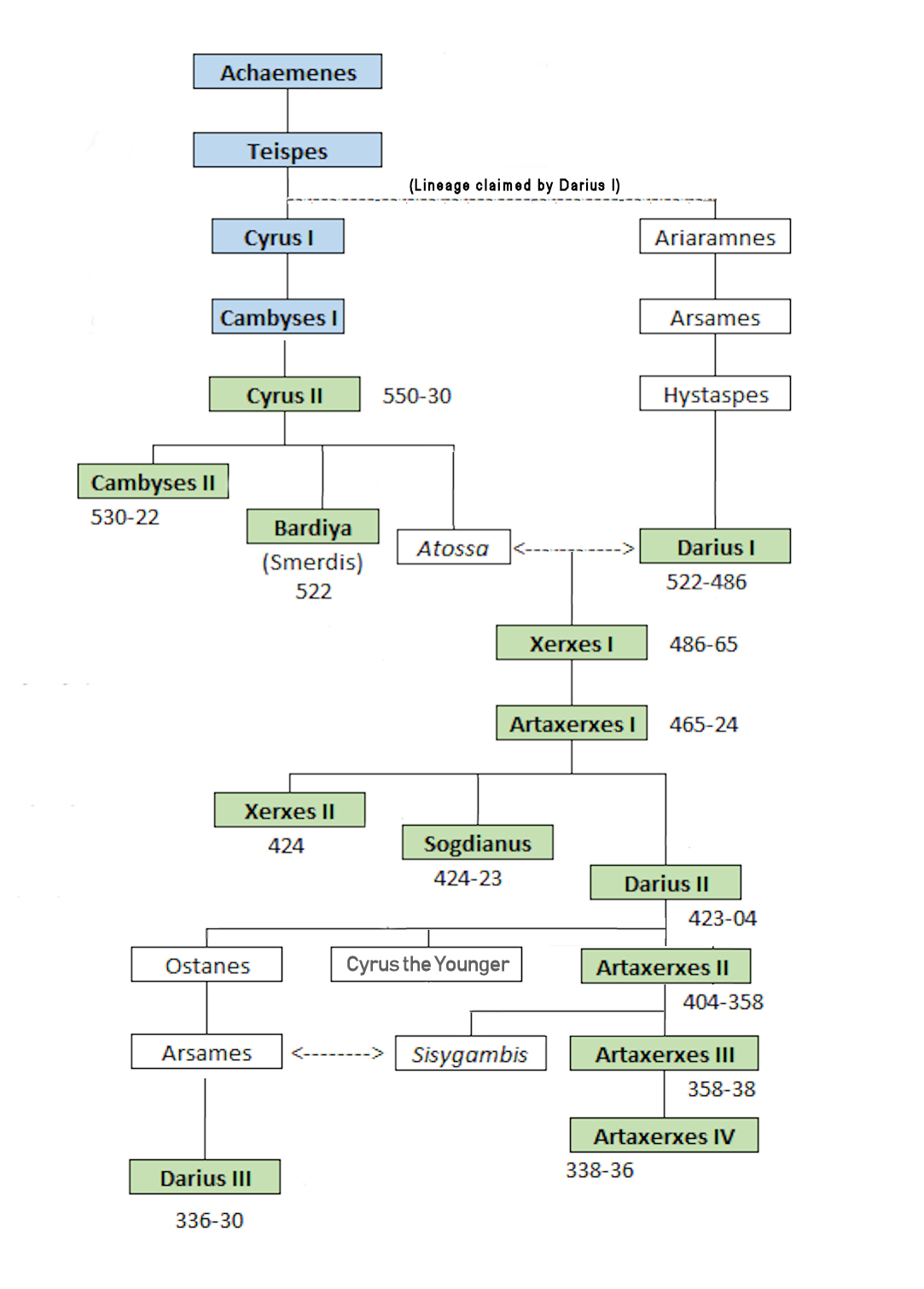
阿契美尼德統治者族譜。

這個王朝由游牧的波斯人所建立，波斯人即為伊朗人，他們大約在公元前1,000年來到今日的伊朗。其中有的定居在伊朗西北部，包括扎格羅斯山脈和佩里斯在內的地區，與當地的埃蘭人比鄰而居。幾個世紀以來，他們受美索不達米亞北部新亞述帝國（前911年－前609年）統治。阿契美尼德帝國並非第一個伊朗帝國，前已另有伊朗米底人建立一個為期不長的帝國-米底王國，米底王朝在推翻亞述帝國方面發揮重要作用。
阿契美尼德人最初是在靠近現代伊朗城市馬夫達沙特附近，統治一個米底王國治下名為安善的城市；“安善之王”是對埃蘭王朝早期的“蘇薩和安善之王”的改稱。關於最早安善國王身份的說法相互矛盾。根據居魯士文書（亦為阿契美尼德帝國現存最古老的族譜）的說法，安善的國王有鐵伊斯佩斯、居魯士一世、岡比西斯一世、和居魯士二世。居魯士二世創建帝國。後來的貝希斯敦銘文，由大流士一世下令製作，聲稱鐵伊斯佩斯是阿契美尼斯之子，而且大流士一世也是從鐵伊斯佩斯的後代的旁支延續而來，但是早期文獻未曾提過阿契美尼斯。（參考大流士一世曾被居魯士大帝懷疑叛變，並且是篡位者的說法，有竄改歷史的可能性）在希羅多德的著作《歷史》中，他寫道居魯士二世是岡比西斯一世和米底王國的曼丹之子，曼丹是米底國王阿斯提阿格斯的女兒。

### 形成與擴展

阿契美尼德王朝領域擴展演變圖。

居魯士二世在前553年起而反叛米底王國，並在前550年擊敗米底王國，俘虜其國王阿斯提阿格斯，並佔領米底王國首都埃克巴坦那。此後居魯士二世就將自己塑造為阿斯提阿格斯的繼承者，並控制整個帝國。通過繼承阿斯提阿格斯的帝國，連帶也把米底王國與呂底亞王國和新巴比倫帝國之間的領土衝突繼承而來。
呂底亞國王克羅伊斯趁機入侵原米底王國在小亞細亞的領土。居魯士二世領兵擊退克羅伊斯的軍隊，佔領薩第斯，並在前546年滅亡呂底亞。居魯士二世任命呂底亞人帕克提斯留下負責收取貢品的工作後即離開，但是帕克提斯在居魯士二世離開後就開始反叛。居魯士二世派遣米底人將領馬扎雷斯平亂，帕克提斯最終被俘。馬扎雷斯，及其死後來接替的哈爾帕格開始著手剷除所有參與叛亂的城市。波斯對呂底亞的征服歷時約四年。
當波斯人控制埃克巴坦那後，許多米底王國的支系或附庸認為自己的處境發生變化，開始對波斯發動戰爭。迫使居魯士二世與中亞的巴克特里亞和游牧的塞迦人作戰。在這些戰爭中，居魯士大帝在中亞建立數個駐軍城鎮，包括賽羅波利斯。

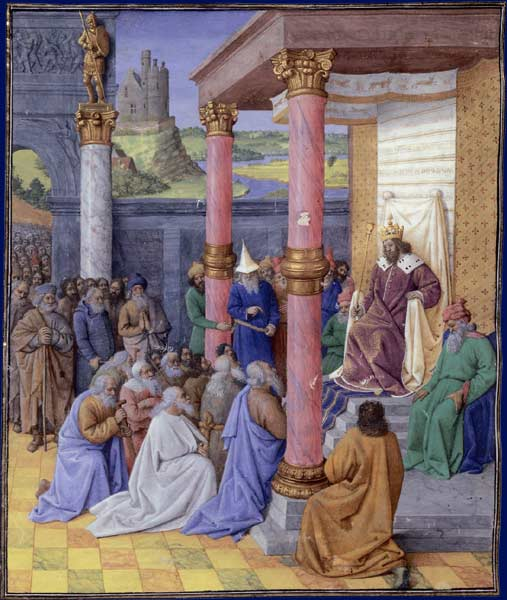
舊約聖經中記載，居魯士大帝把遭受巴比倫囚虜的猶太人解放，讓他們回到耶路撒冷，重建聖城。

關於前547年至前539年之間的波斯與巴比倫的關係，歷史上並無記載，但在導致前540－前539年的戰爭和巴比倫陷落之前，這兩個帝國之間的敵對狀態可能已持續數年。在前539年10月，居魯士二世在歐皮斯擊敗巴比倫尼亞人，然後在不戰之下佔領西帕爾，最後在10月12日攻克巴比倫城，俘虜巴比倫尼亞國王那波尼德。在控制巴比倫城後，居魯士二世在宣傳中描繪那波尼德推動對欣，而非對馬爾杜克的崇拜，自己做的是把那波尼德破壞的神聖秩序恢復過來的工作，居魯士也將自己與亞述國王亞述巴尼拔相提並論，要恢復新亞述帝國的傳統。 希伯來聖經也為居魯士征服巴比倫的行動給予毫無保留地稱讚，稱他為雅威（即耶和華）的受膏者（即彌賽亞）。他因將猶大人民從流放中解救出來，並授權重建耶路撒冷大部分地區，包括第二聖殿，而受到讚譽。

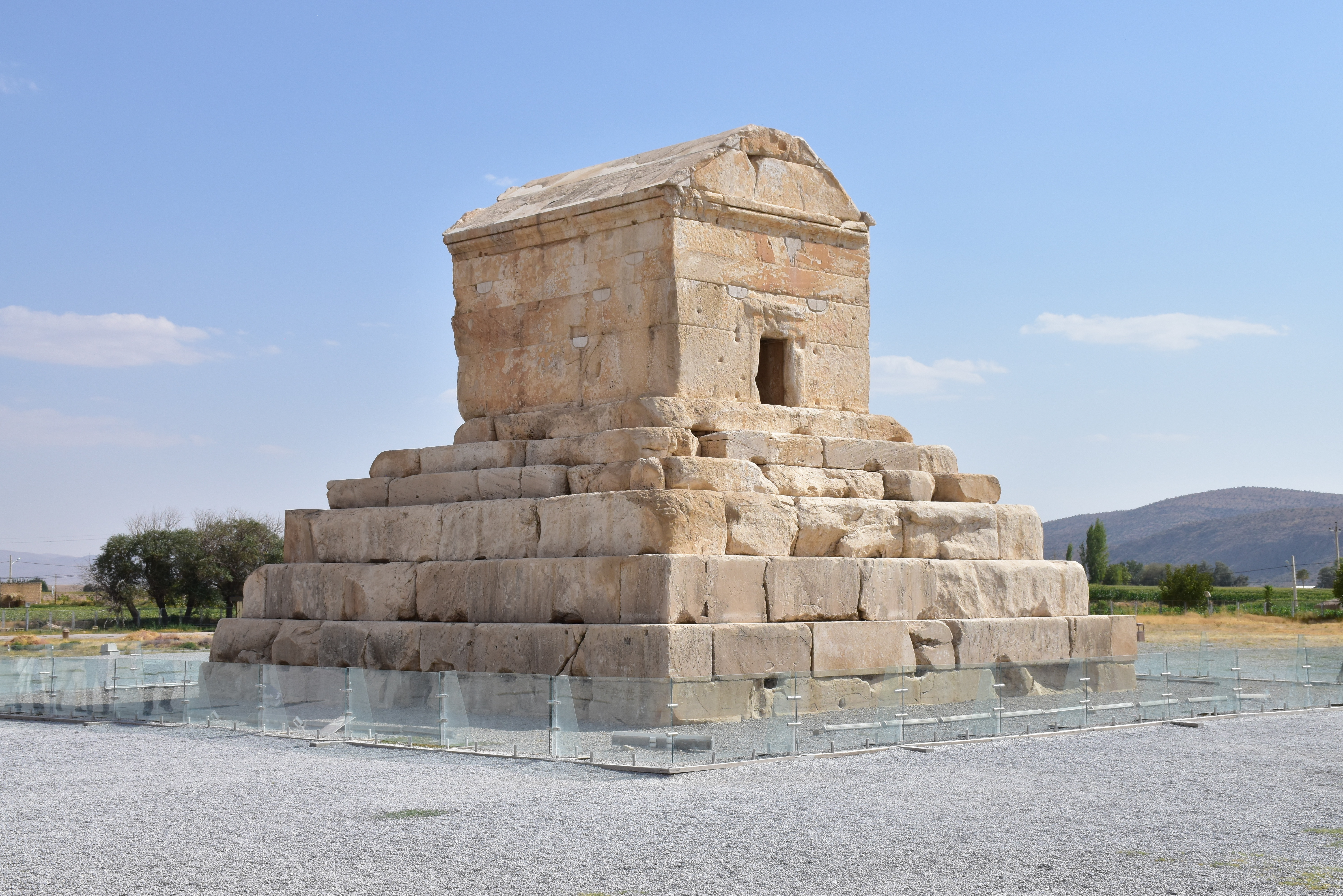
阿契美尼德王朝創建者居魯士大帝陵寢

前530年，居魯士在遠征中亞馬薩革泰人的戰事中陣亡。他的長子岡比西斯二世繼位，而他的小兒子巴迪亞（被希臘人稱為斯摩底斯（Smerdis））在中亞擁有大片領土。到前525年，岡比西斯二世已成功征服腓尼基和賽普勒斯，並正準備用新建立的波斯海軍遠征埃及。埃及法老雅赫摩斯二世在前526年過世，由普薩美提克三世繼任，導致埃及的主要盟友改而投向波斯人。普薩美提克三世在尼羅河三角洲的培琉喜阿姆戰役中被波斯人徹底擊敗後逃到孟菲斯，波斯人在那兒再度將他擊敗並俘虜。
希羅多德將岡比西斯二世描述為對埃及人民及其神靈、崇祀、廟宇、和祭司都公開懷有敵意，特別是強調他將神聖公牛阿匹斯殺死。他說，這些行為導致岡比西斯二世發狂，而殺死其弟弟巴迪亞（希羅多德說巴迪亞被秘密謀害）、自己的姐妹兼妻子、和呂底亞最後一位國王克羅伊斯。希羅多德對岡比西斯二世所做的評論，導致後來的古典作者都重述這種不敬神祇和瘋狂的說法。但這是基於虛假信息而得的結果，因為前524年的阿匹斯墓誌表明，岡比西斯二世是以法老的身份參加阿匹斯的葬禮。
征服埃及之後，古代利比亞人、昔蘭尼的希臘人、連同在古代利比亞的巴卡人對岡比西斯二世全部不戰而降，開始向波斯納貢。岡比西斯二世隨後計劃遠征迦太基、錫瓦綠洲、和古伊索比亞。希羅多德說取消遠征迦太基是因為構成波斯艦隊很大部分的腓尼基人拒絕對自己的族人動用武力的緣故，但是現代歷史學家質疑他是否曾真有遠征迦太基的計劃。而在彼時，岡比西斯二世將精力投入另外兩個行動，通過征服庫施王國，以及在西部的綠洲建立要塞，來強化埃及在非洲的戰略地位。為此，他在阿斯旺附近的象島駐扎守軍，主要由猶太士兵組成，象島駐軍在整個岡比西斯二世統治期間一直維持。錫瓦綠洲和古伊索比亞的遠征以失敗收場。希羅多德稱，由於岡比西斯二世的瘋狂和軍隊缺乏補給，導致遠征伊索比亞失敗，但考古證據表明，這次探險並非失敗，他們在尼羅河第二瀑布群，接近埃及和庫施邊界之間建立一個要塞，這個要塞在整個帝國時期一直存在。
岡比西斯二世之死和巴迪亞繼位的經過有各種有爭議的說法，根據希羅多德的說法，由於巴迪亞被秘密殺害，因此大多數波斯人仍相信他還活著。這情況讓兩名美贊（教士）得以與岡比西斯二世抗衡，其中一位坐在寶座上，假冒巴迪亞，因為他們的體型極為相似且名字相同（希羅多德的書中的名字為斯摩底斯（Smerdis））。克特西亞斯寫道，當岡比西斯二世殺死巴迪亞時，他立即將體型酷似巴迪亞，名為Sphendadates的美贊冒充為巴迪亞，並讓他擔任巴克特里亞總督。 然後，岡比西斯二世的兩名親信共謀篡奪岡比西斯二世的大位，以巴迪亞為幌子將Sphendadates扶為國王。根據大流士一世的《貝希斯敦銘文》，一個名叫高馬塔的教士（馬格斯（Magus））冒充為巴迪亞，並煽動波斯革命。無論叛亂的確切情況如何，岡比西斯二世在前522年夏天聽到有關的消息後，啟程從埃及回國，但他在經過敘利亞時因大腿受傷，罹患壞疽而死，因此，巴迪亞的冒充者成為國王。大流士一世的記載在各項說法中最早出現，雖然後來的歷史學家都同意這個故事的關鍵細節，即一個教士模仿巴迪亞並登上王位，但這可能是大流士編造的故事，用以證明他篡位的正當性。伊朗學家皮埃爾·布賴恩特提出假設，巴迪亞並未被岡比西斯二世殺害，而是他等岡比西斯二世死後，因為自己是王室的唯一男性後裔，才聲稱自己擁有王位的合法權利。布賴恩特說，縱然今天已普遍接受大流士一世是利用欺騙方式謀得王位的說法，但“根據現有的資料，實在無法做出確切的結論。”

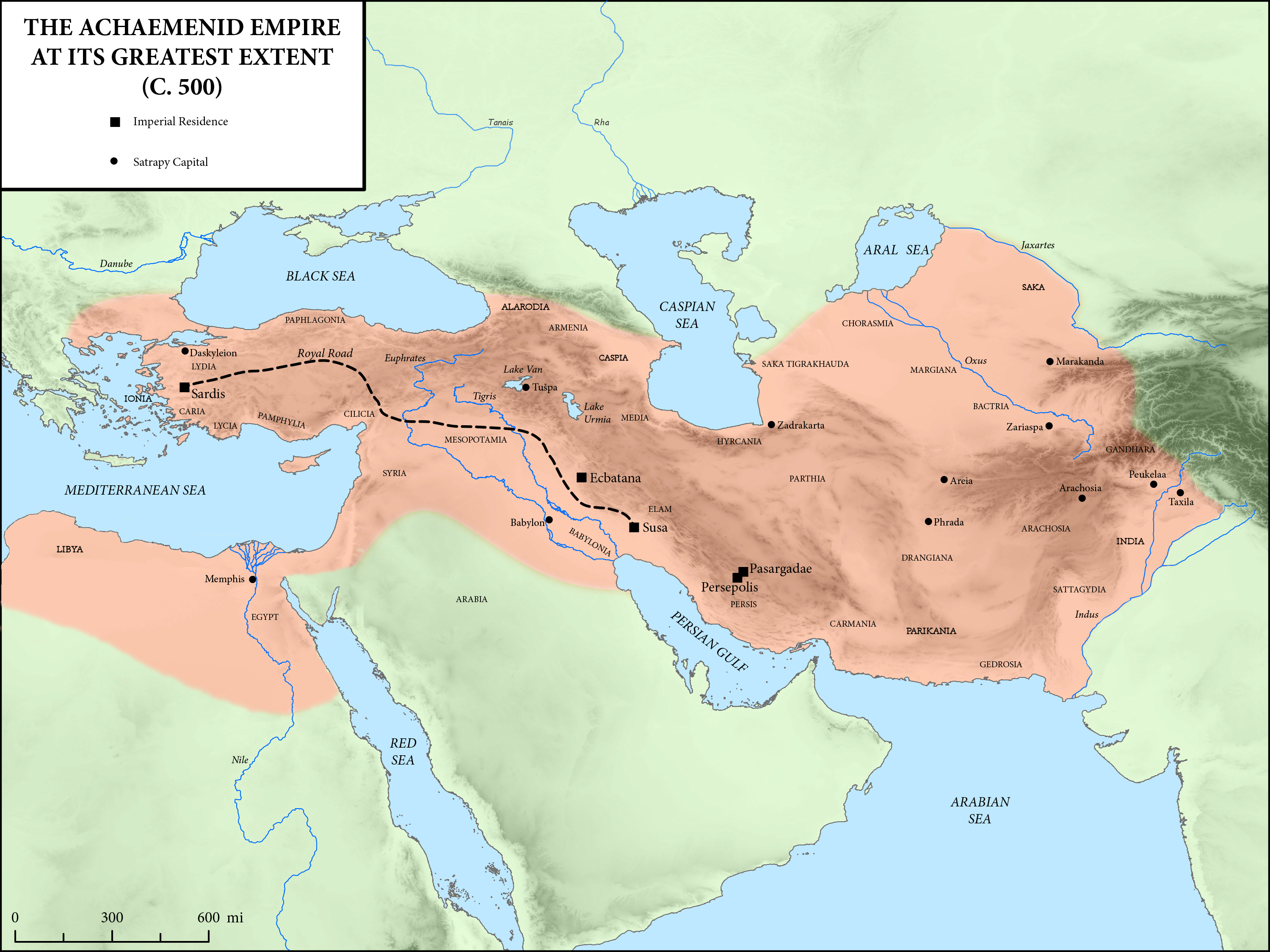
阿契美尼德王朝全盛時期疆域圖（約公元前500年）。

根據貝希斯敦銘文，高馬塔（巴迪亞）統治七個月，然後在前522年被大流士一世（古波斯文Dāryavuš，“固持善良”的意思，也被稱為Darayarahush或是大流士大帝）推翻。這個冒名為巴迪亞的美贊雖然受到制裁，但冒名篡位的陰謀尚未消失，在第一位偽巴迪亞去世一年後，第二名偽巴迪亞（名為Vahyazdāta）發動政變，政變雖最初看似成功，但仍以失敗收場。
希羅多德寫道，當地領導人曾對帝國政府的最佳形式進行辯論。最後由大流士一世勝出。
自從古馬其頓國王阿敏塔斯一世在大約公元前512－前511年歸順於波斯人之後，馬其頓人和波斯人就更加互相交流。征服馬其頓是大流士一世（前521－前486年）經過大規模準備後，於前513年發動的幾個波斯軍事行動之一，波斯大軍入侵巴爾幹半島並試圖擊敗遊蕩在多瑙河以北的歐洲斯基泰人（參考大流士一世征伐斯基泰人軍事行動）。波斯軍隊征服數個色雷斯人部族，以及幾乎所有歐洲黑海海岸地區，包括今保加利亞、羅馬尼亞、烏克蘭、和俄羅斯的部分地區，之後返回小亞細亞。大流士一世留下梅加巴祖斯在歐洲，繼續進行征服巴爾幹半島。波斯軍隊征服富有黃金的色雷斯，希臘沿海城市，以及擊敗並征服實力強大的培奧尼亞。最後，梅加巴祖斯派使節，要求馬其頓國王阿敏塔斯一世臣服於波斯人，阿敏塔斯一世被迫同意。巴爾幹半島為多民族的波斯軍隊提供許多士兵。馬其頓人和波斯人的許多精英人士之間通婚，例如阿敏塔斯一世的女兒Gygaea就嫁給一位波斯貴族布貝爾斯。馬其頓統治者阿敏塔斯一世和亞歷山大一世與布貝爾斯的家庭聯繫確保他們與波斯君主大流士一世和薛西斯一世的良好關係。波斯的入侵間接增強馬其頓人在巴爾幹半島的勢力，它和波斯在巴爾幹擁有一些共同利益。在波斯人的幫助下，馬其頓人會以犧牲一些巴爾幹部族（例如培奧尼亞人和希臘人）為代價而獲得很多利益。總之，馬其頓人是“心甘情願和有用的波斯盟友。馬其頓士兵加入薛西斯一世的軍隊，與雅典和斯巴達作戰。波斯人稱希臘人和馬其頓人為喻尼（Yauna）（“伊奧尼亞人”，意為“希臘人” ），特別稱呼馬其頓人為Yaunã Takabara或“戴著像盾牌模樣帽子的希臘人”，可能指的是考西亞帽。

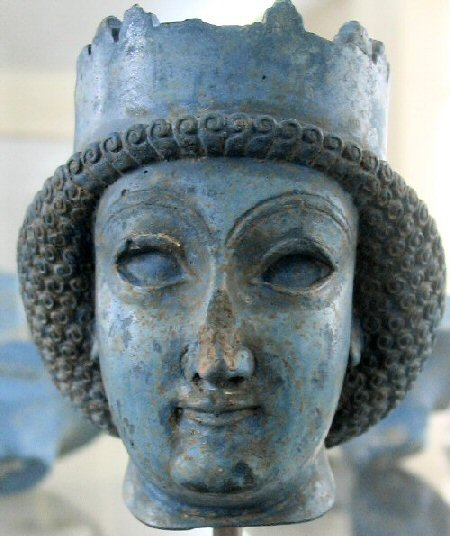
阿托撒為居魯士大帝長女，先嫁其兄岡比西斯二世為后，後成為大流士大帝之后。日後其子登基為薛西斯一世。

到前5世紀，包括附庸地在內的波斯領土，除整個伊朗高原和亞述帝國先前擁有的領土（美索不達米亞、黎凡特、賽普勒斯和埃及），還包括安納托利亞和亞美尼亞所有地區、南高加索全部、北高加索部分地區、亞塞拜然、烏茲別克、以及塔吉克斯坦，在北部和西部則有保加利亞、培奧尼亞、色雷斯、和馬其頓全部，黑海大部分的沿海區，以及北至鹹海、阿姆河、和錫爾河，東至興都庫什山脈和西印度河盆地（今阿富汗和巴基斯坦）的中亞地區，南至阿拉伯半島北部，西南至利比亞北部部分地區，以及阿曼、和阿聯酋的部分地區。

### 波希戰爭

第一次波希戰爭歷次戰役圖。

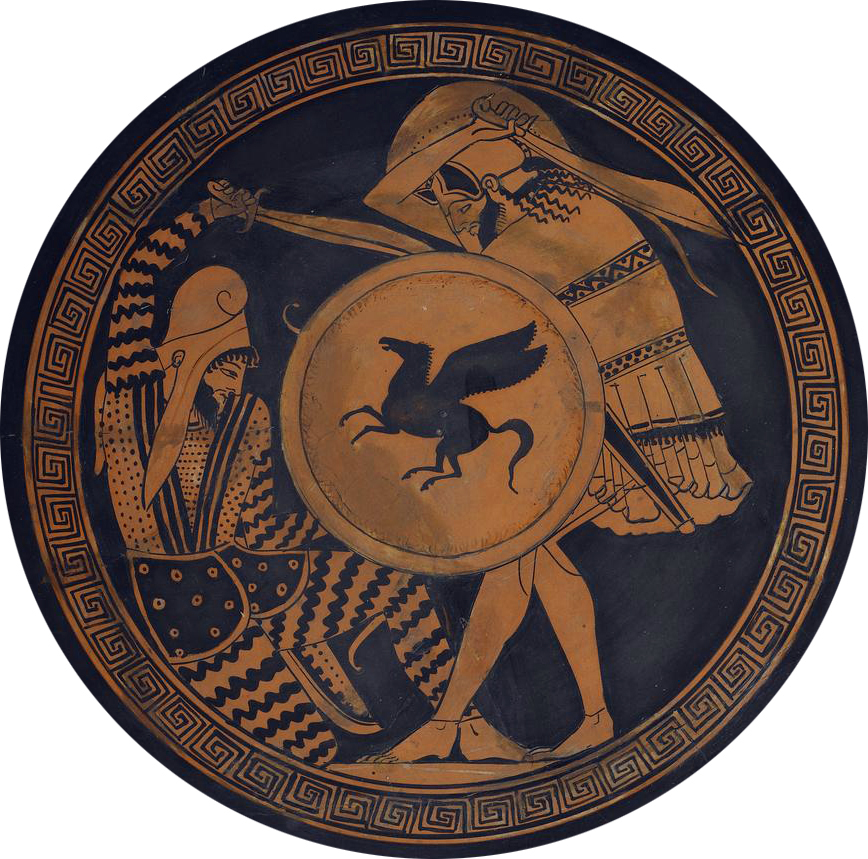
基里克斯杯上描繪希臘重裝步兵與波斯戰士交戰圖（公元前5世紀）。

前499年的伊奧尼亞起義，以及與之相關的伊奧利亞、多里斯、賽普勒斯、和卡里亞的叛亂，是發生在小亞細亞幾個地區抵抗波斯統治的軍事叛亂，從前499年持續至前493年。
波斯人繼續降伏仍然和他們對抗的小亞細亞西岸城市，但最後在前493年對伊奧尼亞採用和平解決的方式，這通常被認為是公正及公平的做法。伊奧尼亞起義是希臘與阿契美尼德帝國之間的第一場主要衝突，代表波希戰爭的第一階段。波斯重新控制小亞細亞後，大流士一世發誓要懲罰支持叛亂的雅典和埃雷特里亞。此外，看到希臘的政治局勢繼續威脅著波斯帝國穩定，他決定著手征服整個希臘。入侵的第一個戰役是把巴爾幹半島重新納入帝國控制。在伊奧尼亞起義後，波斯人對這些領土的控制已鬆動。前492年，波斯將軍馬鐸尼斯再次征服色雷斯，使馬其頓成為帝國的完全從屬。它早在前6世紀末就曾是附庸國，但保留很大的自治權。然而，在前490年，波斯軍隊在馬拉松戰役中被雅典人擊敗，大流士一世在能發動入侵希臘之前即過世。
大流士一世之子薛西斯一世（前485前-465年在位）發誓要完成這項工作。他組織大軍再攻希臘，從北部進入希臘，在馬其頓和色薩利地區僅遇到極小甚至是毫無抵抗，但在溫泉關戰役中波斯人被一支小的希臘部隊拖延三天。在同一時間發生的阿提密西安海戰中，由於大風暴把雙方的船隻摧毀，在戰術上勝負不明。當希臘人收到溫泉關的敗訊並撤退後，戰鬥提前結束。
在溫泉關戰役後，雅典城居民走逃一空，薛西斯一世進入城中洗劫，並準備在戰略性的科林斯地峽和萨罗尼科斯湾與希臘人會戰。前480年，希臘人在薩拉米斯戰役大敗波斯艦隊，迫使薛西斯一世退往薩第斯。他留在希臘由馬鐸尼斯帶領的波斯軍隊重新把雅典奪回，但最終在前479年的普拉提亞戰役中覆滅。波斯人最後在麥加勒戰役的失敗促使亞洲的希臘城市起義，波斯人因此失去所有在歐洲的領土；馬其頓再次獨立。

### 文化階段
在薛西斯一世遭受暗殺之後，其長子阿爾塔薛西斯一世繼承帝位。在他統治期間，埃蘭語不再是政府的語言，而亞拉姆語變得重要。大概是在這個時期，太陽曆被引入為國家曆法。在阿爾塔薛西斯一世統治下，祆教成為事實上的國家宗教。
波斯在歐里梅敦戰役（前469年或前466年）戰敗後，希臘和波斯之間的軍事行動停止。阿爾塔薛西斯一世上台後，提出一種新的戰略，即通過資助雅典在希臘的敵人來削弱對方。這間接導致雅典人將提洛同盟的財富從提洛島移至雅典衛城。這種資助做法最終導致在前450年再次爆發戰鬥，希臘人在提洛聯盟之戰（也稱賽普勒斯之戰）中發動進攻。希臘人由於他們的將領客蒙在這次征戰中並未能取得重大優勢，雅典人參與的提洛同盟和波斯人在前449年簽署《卡里阿斯和約》。
阿爾塔薛西斯一世為希臘將領及政治家地米斯托克利提供庇護，後者在薩拉米斯戰役帶領希臘人戰勝波斯，當地米斯托克利被雅典人透過陶片放逐制而放逐。阿爾塔薛西斯一世還另外賞賜馬格尼西亞、美烏斯、蘭普薩庫斯、Palaescepsis、珀耳科忒等封地給予地米斯托克利。

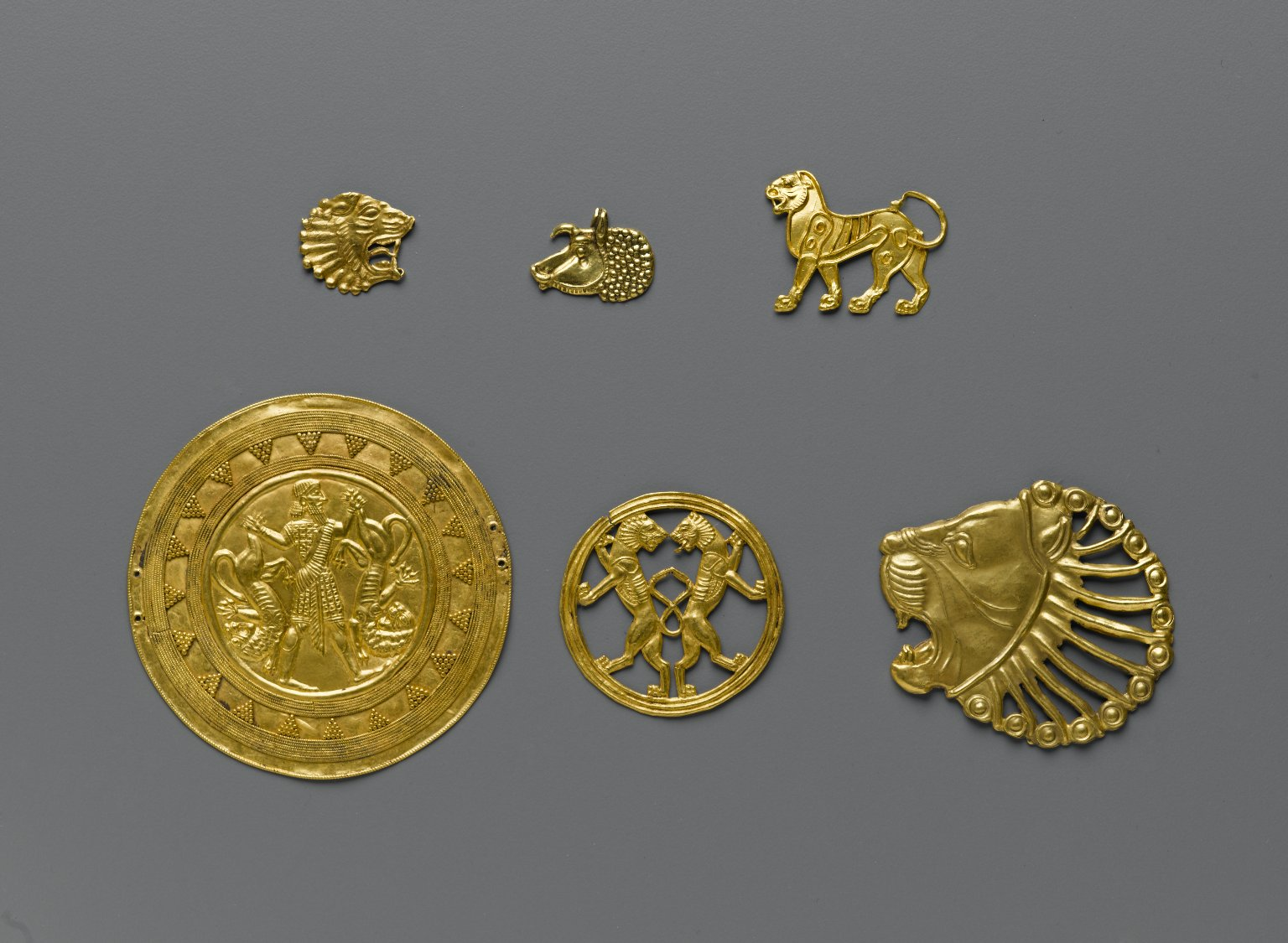
收藏在布魯克林博物館的阿契美尼德時期黃金飾品。

當阿爾塔薛西斯一世於前424年在蘇薩去世時，他的遺體被帶往納克什魯斯塔姆墓地，安葬在他為自己建造的陵墓裡。波斯的傳統是國王在世時開始建造自己的陵寢。王位由長子薛西斯二世繼承，他是阿爾塔薛西斯一世唯一合法之子。他登上王位僅數天就在非婚生兄弟塞基狄亞努斯的授命下被法尼西亞斯（Pharnacyas）和梅諾斯塔內斯（Menostines）兩人灌醉後殺害。塞基狄亞努斯在位6個月又15天後被反叛他的同父異母兄弟奧克斯（Ochus）俘虜。奧克斯對塞基狄亞努斯保證他不會用劍、毒藥、或飢餓的方式將之處死，結果他是被灰燼所悶死。奧克斯隨後成功捍衛自己的王位，定王號為大流士二世，短暫的權力真空時期因此結束。
從前412年起，大流士二世在波斯軍人及政治家提薩斐尼的堅持下，首先向雅典提供援助，然後又向斯巴達提供援助，但在前407年，大流士二世的兒子小居魯士被任命取代提薩斐尼，並僅向斯巴達提供援助，最終斯巴達擊敗雅典。前404年，大流士二世在巴比倫病逝。埃及叛亂者阿米爾塔尼烏斯趁機推翻波斯在埃及的總督（參見埃及第二十七王朝）。大流士二世的巴比倫妻子帕瑞薩娣絲在他臨終時懇求讓次子小居魯士加冕為王，為大流士二世拒絕。帕瑞薩娣絲王后喜歡小居魯士勝於她的長子阿爾塔薛西斯二世。後世希臘歷史學家普魯塔克（可能源於阿爾塔薛西斯二世御醫克特西亞斯的消息）說，那位被雅典人放逐的地米斯托克利在加冕典禮當天來警告新國王，說他的弟弟小居魯士正準備在加冕儀式中發動暗殺。阿爾塔薛西斯二世即將小居魯士逮捕，若非他們的母親帕瑞薩娣絲干預，小居魯士會被處決。小居魯士隨後被派回呂底亞擔任總督，他在那裡準備進行武裝叛亂。小居魯士組建一支龐大的軍隊，其中有一萬名希臘傭兵（參見萬人僱傭軍團），並深入波斯。小居魯士大軍於前401年在庫奈克薩戰役受到阿爾塔薛西斯二世的軍隊阻止，小居魯士被殺。包括色諾芬在內的萬人僱傭軍團已深入波斯，並有遭受攻擊的危險。因此，他們設法尋找他人來僱用他們，但最終不得不返回希臘。
阿爾塔薛西斯二世是阿契美尼德帝國諸王中在位最久者，在相對和平與穩定的45年期間，建有有許多著名建築。他將首都遷回波斯波利斯，並把當地大幅擴展。同樣的，位於埃克巴坦那的夏都也整治得金碧輝煌，裝飾有鍍金的柱子以及蓋有銀和銅製的屋瓦。宏偉的祆教聖殿也在他的統治時期完成，也許在此期間，祆教已傳播播到亞美尼亞、小亞細亞、和黎凡特。建造廟宇雖是出於宗教目的，但並非純粹無私舉動，因為它們也是重要的收入來源。波斯人從巴比倫尼亞國王吸收強制性廟宇稅的概念，即十分之一稅（tithe），所有居民都得向離他們土地或其他收入來源最近的廟宇繳納十分之一稅。這筆收入中的一部分被稱為Quppu Sha Sharri，即“國王的寶箱”（最初由巴比倫國王那波尼德提出的機制），繳交給統治者。

阿契美尼德王朝公元前550年-323年間時間軸變化圖（包括重大事件以及領土）。

阿爾塔薛西斯二世與波斯的昔日盟友斯巴達人交戰，後者在阿格西萊二世的統治下入侵小亞細亞。為將斯巴達人的注意力轉移到希臘事務上，阿爾塔薛西斯二世資助他們的敵人：特別是雅典人、底比斯人、和柯林斯人。這些補貼幫助他們與斯巴達作戰，稱為科林斯戰爭。前387年，阿爾塔薛西斯二世出賣他的盟友，並與斯巴達達成協議。在《安塔爾奇達斯和約》中，他迫使昔日的盟友斯巴達而達成和解。這項條約讓波斯人恢復對安那托利亞海岸的希臘城市伊奧尼亞島和伊奧利亞的控制，同時讓斯巴達人在希臘大陸上佔據優勢地位。在前385年，他出兵討伐卡多斯人（參考：阿爾塔薛西斯二世討伐卡多斯人）。雖然阿爾塔薛西斯二世在對抗希臘人方面取得成功，但在埃及遭遇更多問題，埃及在他統治初期就成功的發動過叛亂。波斯在前373年試圖重新征服埃，但未能成功。然而波斯人在其衰落時期曾把埃及人和斯巴達人聯合征服腓尼基的企圖予以挫折。他在前372–前362年擊潰總督叛亂。據記載，他有許多後宮嬪妃。他的主要妃子是詩沓緹拉，直到大約在前400年她被阿爾塔薛西斯二世的母親帕瑞薩娣絲毒死。另一位重要的妃子是來自古希臘福西亞的Aspasia。據說阿爾塔薛西斯二世共有350個嬪妃，超過115個兒子。
前358年，阿爾塔薛西斯二世去世，由其子阿爾塔薛西斯三世繼承。前355年，阿爾塔薛西斯三世強迫雅典締結一項和平協議，要求雅典軍隊離開小亞細亞，並承認當地反抗雅典的波斯盟友的獨立性。阿爾塔薛西斯三世出兵征討叛亂的卡多斯人，但他設法安撫兩位卡多斯人的國王。波斯將領大流士·科多曼努斯（Darius Codomannus）在這場軍事行動中脫穎而出，後來登上寶座，成為大流士三世。
後來阿爾塔薛西斯三世認為小亞細亞的總督不再能夠維持西方的和平，他也擔心這些軍隊成為總督叛亂的工具，而下令解散他們的軍隊。弗里吉亞的阿爾塔巴左斯無視這一命令而尋求雅典的幫助，發動叛亂。雅典派援助到薩第斯。奧龍特王朝也支持阿爾塔巴左斯，聯軍在前354年成功擊敗阿爾塔薛西斯三世的部隊。然而，在前353年，他們被阿爾塔薛西斯三世的軍隊擊敗並被解散。奧龍特受到波斯國王赦免，而阿爾塔巴佐斯則逃往馬其頓尋求腓力二世的庇護。在前351年左右，阿爾塔薛西斯三世出兵企圖收復埃及。而同時在小亞細亞爆發叛亂，在希臘城邦底比斯的支持下，這場叛亂逐漸對波斯帝國變得嚴峻。阿爾塔薛西斯三世率領大軍進攻埃及。經過一年的戰鬥，埃及法老內克塔內布二世在由希臘將領狄奧菲圖斯（Diophantus）和拉米烏斯（Lamius）率領的傭兵的支持下，徹底將波斯人擊潰。這次失敗之後不久，腓尼希亞、小亞細亞、和賽普勒斯也發生叛亂。
前343年，阿爾塔薛西斯三世命令卡里亞王子伊德里埃斯負責鎮壓賽普勒斯叛軍，伊德里埃斯僱用8,000名希臘傭兵和40艘戰船，他們由雅典人福基翁以及賽普勒斯國王埃瓦戈拉斯之子埃瓦戈拉斯（父子同名）指揮。 伊德里埃斯成功平定賽普勒斯。阿爾塔薛西斯三世發動攻擊反制賽達，他命令敘利亞總督貝利斯和西里西亞總督馬扎亞斯進攻賽達並壓制住腓尼基。結果，由於埃及法老內克塔內布二世派遣由羅德島的門托耳指揮的40,000名希臘傭兵前來協助，這兩個總督都慘敗在賽達國王Tennes的手下，波斯軍隊被逐出腓尼基。
此後，阿爾塔薛西斯三世親自領導大軍對付賽達。阿爾塔薛西斯三世的軍隊由30萬步兵、3萬騎兵、300艘戰船、和500艘運輸或補給船組成。他也尋求希臘人的協助。雅典和斯巴達拒絕，但他成功獲得上千名由拉克拉底（Lacrates）率領的底比斯希臘重裝步兵、尼古斯特拉特斯（Nicostratus）率領的三千名阿爾戈斯人、以及在亞洲希臘城邦的六千名伊利安人、伊奧尼亞人、和多里安人，這些希臘援軍人數很少，最多不超過10,000人，但與後來來自埃及的希臘傭兵一起，成為他的主要依仗，最終在征伐中獲勝。阿爾塔薛西斯三世的做法讓賽達國王Tennes的決心喪失，他先把100名當地重要公民交到波斯國王手中，然後允許阿爾塔薛西斯三世進入城市防線之內，企圖以此換取赦免。阿爾塔薛西斯三世下令用標槍將這100名賽達公民刺死，當再有500多被遣來懇求時，阿爾塔薛西斯三世同樣也用標槍將之處死。整個賽達城市後來被阿爾塔薛西斯三世或是賽達人燒成灰燼。有四萬人喪生。阿爾塔薛西斯三世以高價將廢墟賣給投機者，投機者則希望從灰燼中挖出寶藏來作補償。Tennes隨後被阿爾塔薛西斯三世處死。阿爾塔薛西斯三世把參與賽達叛亂的猶太人流放到裏海南海岸的希爾卡尼亞。

### 再次征服埃及

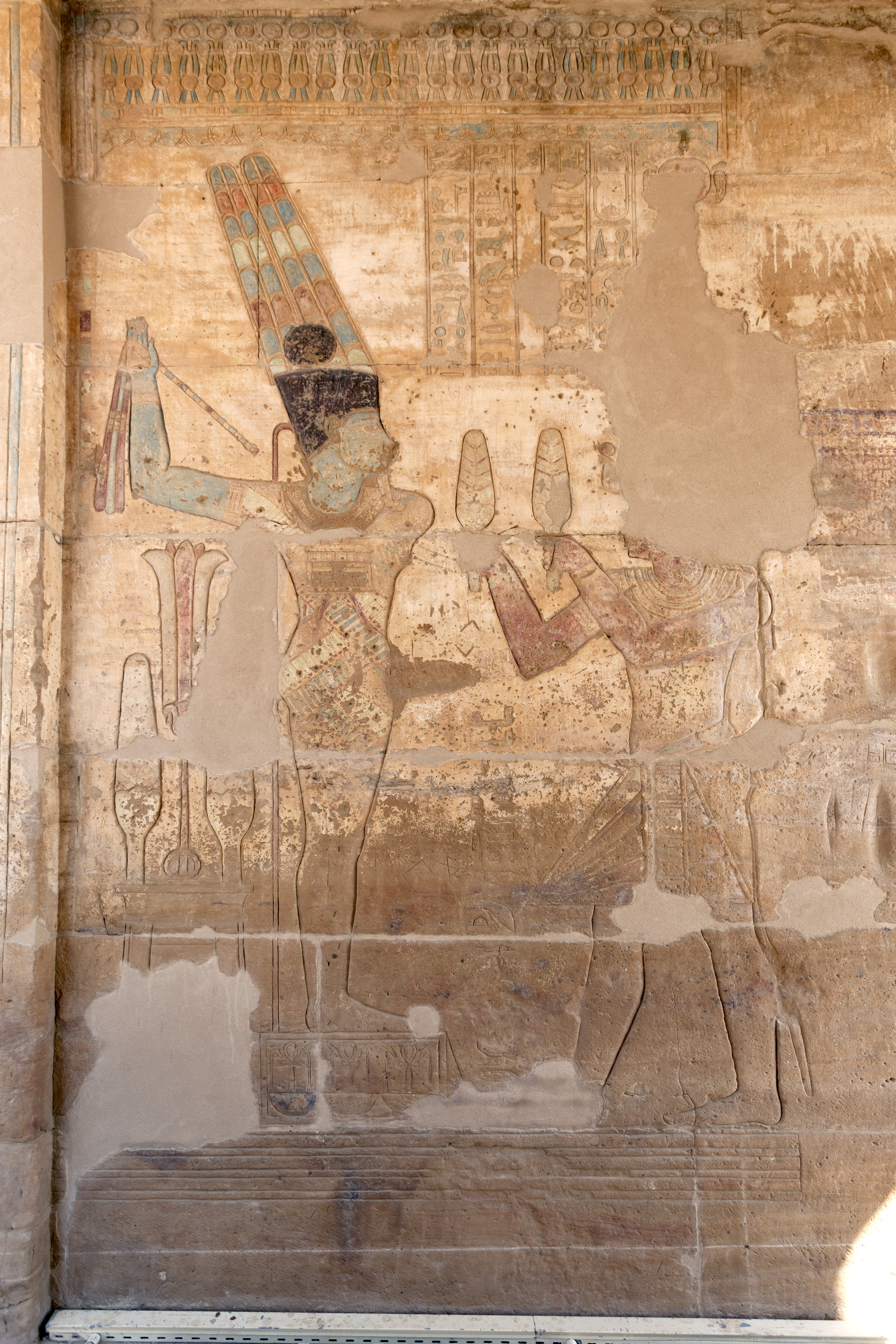
浮雕，描繪大流士一世奉獻萵苣予埃及希比斯神廟主神阿蒙。

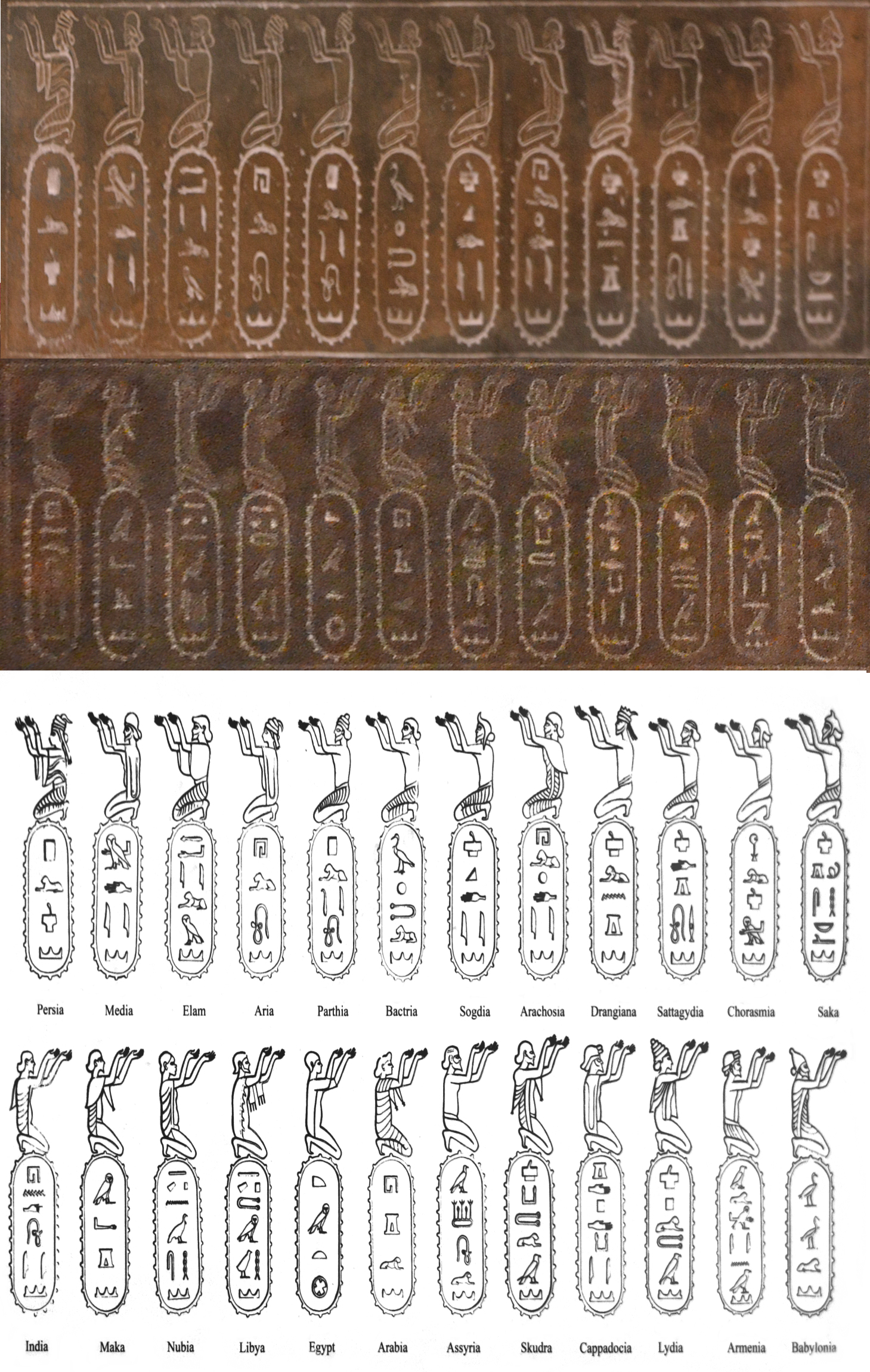
大流士一世時期，臣服予阿契美尼德王朝的埃及24國。

賽達滅亡之後，緊隨著的是征伐埃及。阿爾塔薛西斯三世在前343年，除他率領的33萬波斯軍隊外，還擁有由小亞細亞希臘城邦提供的14,000名希臘軍人：在羅德島的門托耳領導下的4,000名希臘人，包括他從埃及帶去征服賽達的軍隊，3,000人由阿爾戈斯而來，和底比斯的1,000人。他將這些部隊分為三部分，分別由波斯人和希臘人領導。希臘指揮官是底比斯的拉克拉底、門托耳、和阿爾戈斯的尼古斯特拉特斯，而波斯人則由羅薩斯、阿里斯塔扎內斯、和太監長巴戈阿斯率領。內克塔內布二世以10萬人的兵力抵抗，其中2萬人是希臘傭兵。內克塔內布二世也在尼羅河及其各個支流安排有大量水軍。
埃及境內有許多河流運河交錯，到處都是堅固的設防城鎮，內克塔內布二世本可據此長期抵抗。然而他缺乏優秀將領，對自己的指揮權過於自信，波斯的希臘傭兵將軍戰術遠優於內克塔內布二世，他的部隊最終在培琉喜阿姆戰役（前343年）中被波斯聯軍擊敗。內克塔內布二世匆忙逃往孟菲斯，將設防城鎮交由駐軍防衛。這些駐軍由希臘人和埃及人組成，波斯人可輕易將之分化。結果，波斯人得以迅速攻克整個下埃及的許多城鎮，並向孟菲斯前進，內克塔內布二世決定離開埃及，向南逃往伊索比亞。波斯軍隊把埃及人徹底擊潰，佔領尼羅河下游三角洲。內克塔內布二世逃往伊索比亞後，整個埃及都臣服於波斯。
戰勝之後，阿爾塔薛西斯三世拆毀城牆，實施恐怖統治，並開始掠奪所有神廟。波斯從這次掠奪中獲得可觀的財富。阿爾塔薛西斯三世還利用科徵高額的賦稅來削弱埃及，使其永遠無力反抗波斯。在波斯控制埃及的10年中，信奉當地宗教的信徒遭到迫害，聖書被盜。返回波斯之前，他任命費倫代雷斯為埃及總督。憑藉他重新征服埃及後獲得的財富，阿爾塔薛西斯三世得以充分獎勵他的傭兵。
阿爾塔薛西斯三世回到波斯後，在接下來的幾年中有效地制止帝國各個地區的叛亂，波斯帝國一直牢牢控制著埃及。在亞歷山大大帝征服埃及之前，埃及一直是屬於波斯帝國。
征服埃及後，不再有針對阿爾塔薛西斯三世的起義或叛亂。在埃及戰役中最傑出的兩位將軍羅德島的門托耳和巴戈阿斯被晉升到最高職位。門托耳是整個亞洲沿海地區的總督，他成功馴服許多最近對波斯統治者叛逆的部族領袖。
巴戈阿斯和阿爾塔薛西斯三世一起回到波斯首都，巴戈阿斯在那裡領導帝國的內部管理，並讓整個帝國保持寧靜。在阿爾塔薛西斯三世在位的最後六年中，波斯帝國受到有活力和成功的治理。
在伊奧尼亞和呂底亞的波斯軍隊重新控制愛琴海和地中海，並接管雅典大部分島嶼王國的領土。有鑑於此，雅典的伊索克拉底開始發表講話，呼籲“組織軍隊來討伐野蠻人”，但希臘的任一個城市國家的力量均有限，無力回應他的呼籲。
雖然波斯帝國本身沒有任何叛亂，但馬其頓的腓力二世的力量和領土不斷擴大（狄摩西尼就此對雅典人發出警告，但沒人理會）而吸引阿爾塔薛西斯三世的注意。對此，他下令使用波斯的勢力來遏制和限制馬其頓不斷增強的力量和影響力。公元前340年，他派遣波斯軍隊協助色雷斯的王子塞索布爾普特斯，以維持色雷斯的獨立。當腓力二世出動眾多而裝備精良的軍隊包圍色雷斯城市佩林特斯時，波斯人提供足夠的援助，迫使腓力二世停止行動。到阿爾塔薛西斯三世統治的最後一年，腓力二世已制定入侵波斯帝國的計劃，此舉將使他的事業大放異彩，但希臘人不會與他同心協力。
前338年，巴戈阿斯在一名大夫協助下，將阿爾塔薛西斯三世毒死。

### 帝國覆亡

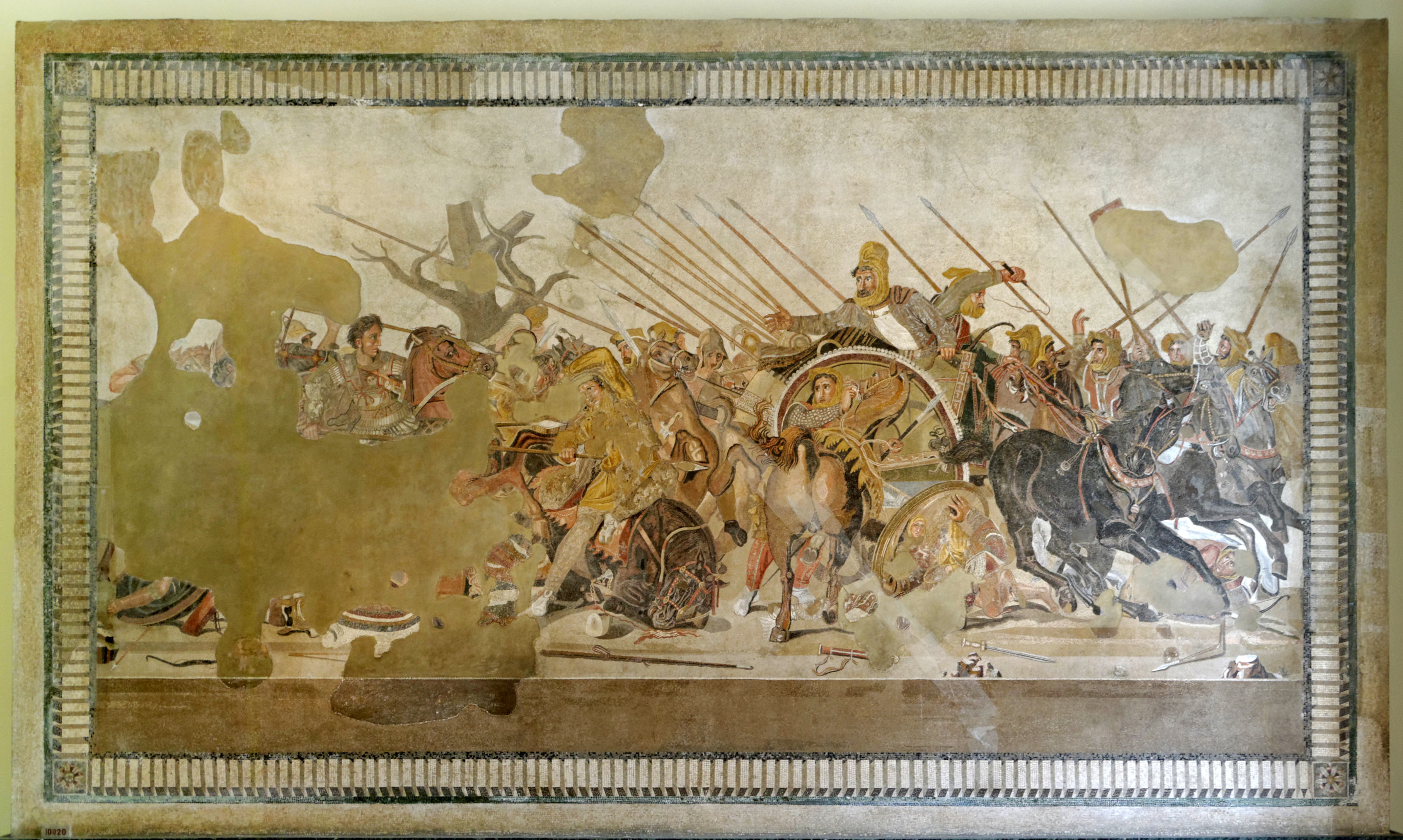
收藏在拿坡里國立考古博物館的龐貝馬賽克（約公元1世紀作品），描繪伊蘇斯戰役，亞歷山大大帝在左方馬上，大流士三世在右方馬車上。

阿爾塔薛西斯四世繼任阿爾塔薛西斯三世，在阿爾塔薛西斯四世尚未來得及反應之前，也被巴戈阿斯毒死。據說巴戈阿斯不僅殺死阿爾塔薛西斯四世所有子女，而且也將該國許多其他王子殺死。然後，巴戈阿斯將阿爾塔薛西斯四世的侄兒大流士三世扶立為王。之前擔任亞美尼亞總督的大流士三世親自迫使巴戈阿斯服毒身亡。前334年，當大流士三世再次成功征服埃及時，亞歷山大大帝領軍入侵小亞細亞（參見亞歷山大大帝的戰役歷史）。
亞歷山大在格拉尼庫斯河戰役（前334年），隨後是伊蘇斯戰役（前333年），最後在高加米拉戰役（前331年）擊敗波斯軍隊。隨後，他往蘇薩和波斯波利斯前進，這兩個城市在前330年初投降。亞歷山大從波斯波利斯出發，北上前往帕薩爾加德，他在那裡參觀居魯士陵寢，亞歷山大是從《地理學》知道埋葬在此的人物。
在亞歷山大入侵所造成的混亂中，居魯士陵寢遭侵入，大部分寶物遭到洗劫。亞歷山大到達時，他對陵寢遭到如此踐踏感到震驚，並向美贊提出質疑，將其付諸審判。從某些方面來看，亞歷山大決定審判美贊，更多的成分是將他們的影響力破壞，展現自己的力量，而非出於對居魯士陵寢的關切。無論如何，亞歷山大命令阿里斯托布魯斯改善墳墓的狀況並恢復其內部裝修，以示對居魯士大帝的尊重他從那裡前往埃克巴坦那，而大流士三世奔逃到這個城市避難。
大流士三世被他的巴克特里亞總督以及親屬貝蘇斯俘虜。當亞歷山大和其軍隊逼近時，貝蘇斯讓他的手下將大流士三世謀殺，然後宣布自己為大流士三世的繼任者-阿爾塔薛西斯五世，並退往中亞，他在途中留下大流士三世的遺體，企圖以此耽誤亞歷山大的逼近，亞歷山大把大流士三世的遺體帶到波斯波利斯，舉行倍極哀榮的葬禮。貝蘇斯試圖組織兵力與亞歷山大抗衡。在他能集結大軍前，亞歷山大已追至，並將其俘獲，然後由他控制的波斯法院對貝蘇斯進行審判，再下令將他處決，處決方式非常的“殘酷和野蠻。”
亞歷山大大帝大體上保持阿契美尼德帝國原有的行政結構，導致一些學者稱他為“最後一位阿契美尼德君王”。亞歷山大在前323年去世後，他的帝國由他的眾多繼業者瓜分，形成許多小國。其中最大的，是原亞歷山大大帝麾下將軍塞琉古一世統治的塞琉古帝國，在伊朗高原上勢力最大。伊朗東北的安息人會在公元前2世紀時才恢復波斯王朝由伊朗人掌握的局勢。

### 後裔朝代
塞琉古帝國副總督
後來，波斯的統治者形成一個副總督王朝，這些統治者在當今的法爾斯省地區建立塞琉古帝國。他們統治時期從公元前3世紀末到公元前2世紀初，當塞琉古帝國勢力在西南波斯地區和波斯灣地區逐漸衰弱時，瓦赫巴茲，或稱瓦德弗拉德一世大約在公元前150年獲得獨立。
安息帝國時期的佩里斯國王
國王
在一個明顯的過渡時期，對應於瓦德弗拉德二世（ Vādfradād II ）和另一位不確定的國王的統治時期，所鑄造的錢幣的背面沒顯示任何權威稱號。先前的頭銜 prtrk' zy alhaya ( 即Frataraka副總督的意思) 已消失。然而，在達茹夫一世統治下，出現一個新的頭銜mlk（即“國王”）稱號，有時還有prs（Persis）的字樣出現，這表明佩里斯國王已成為獨立的統治者。
當安息帝國國王米特里達梯一世（約公元前171-138年）控制佩里斯時，他脫離波斯王朝朝廷，而被稱為佩里斯國王，並被允許繼續鑄造帶有mlk（“國王”）頭銜的錢幣。
薩珊王朝
在帕伯格的兒子沙布爾（Shabhr）統治下，波斯王國成為薩珊王朝的一部分。沙布爾的兄弟和繼任者Ardaxšir（Artaxerxes）五世在公元224年擊敗最後一位合法的安息帝國國王阿爾達班四世，並在泰西封加冕為阿爾達希爾一世，šāhanšāh ī Ērān，成為薩珊王朝的第一位君主。
本都王國
阿契美尼德帝國的族裔還在位於小亞細亞北部本都地區建立本都王國。這個源自波斯的王國，甚至與大流士大帝和阿契美尼德王朝有直接血緣關係。它由米特里達梯一世在公元前281年建立，一直沿續到公元前63年被羅馬共和國征服。本都王國在米特里達梯六世統治下版圖擴張到最大，他們征服科爾基斯、卡帕多奇亞、比提尼亞、希臘殖民地克森尼索，以及短暫佔領羅馬的亞細亞省。因此，這個波斯王朝在主要的波斯阿契美尼德帝國隕滅的同時，在希臘化時代的世界中得以生存和繁榮。
波斯後來的安息帝國和薩珊王朝，兩個王朝有時都會聲稱他們有阿契美尼德血統。最近，透過統治者的身體描述以及古代錢幣上頭像辨識出的家族性疾病的證據，安息人聲稱具有阿契美尼德人血統的主張得到某種佐證，即遺傳性疾病（神經纖維瘤病）的可能性。

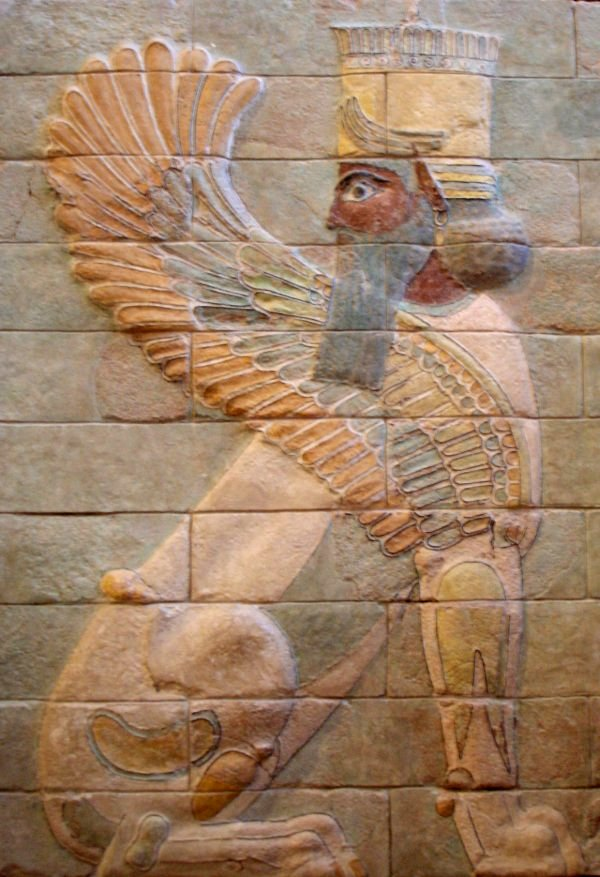
收藏在羅浮宮的有翼史芬克斯，在蘇薩的大流士宮殿發掘而得。

### 衰敗原因
帝國衰敗的部分原因是人民稅負沉重，導致經濟衰退。據估計，對相關國家/地區的貢費每年高達現值1.8億美元。這不包括作為稅收而徵收的有形的物資和補給。在政府高昂的人事管理費用（包括軍隊、官僚機構、還有各地的總督）之後，剩餘的錢都流入皇家國庫。根據狄奧多羅斯的說法，亞歷山大在波斯波利斯發現大約18萬他連得的白銀（一個他連得約為26公斤），這還不包括帕曼紐（Parmenion）在大馬士革奪得，並隨軍帶回的其他波斯寶藏。這些加總起來是27億美元。最重要的是大流士三世在北逃中帶走8,000他連得的白銀。亞歷山大把這些財富重新注入經濟建設，直到他去世時，大約有13萬他連得的白銀被用於建設城市、碼頭、廟宇、政府支出、還有軍餉。此外，其中一個總督哈帕拉斯帶著大約6,000他連得的白銀到希臘，在科林斯同盟重新奪回雅典之後，用來重建雅典的經濟。由於亞歷山大掠奪的財富所帶來的財富大量湧入希臘，引起希臘的農業、金融業、房租的紊亂，傭兵擁有財富，大量揮霍，以及海盜因而增加。
在阿爾塔薛西斯三世之後的時期，促成帝國衰敗的另一因素是，它未能將許多附屬國家整合為一體。從未嘗試建立民族身份。這種缺乏凝聚力最終影響到軍隊的效率。

## 政治

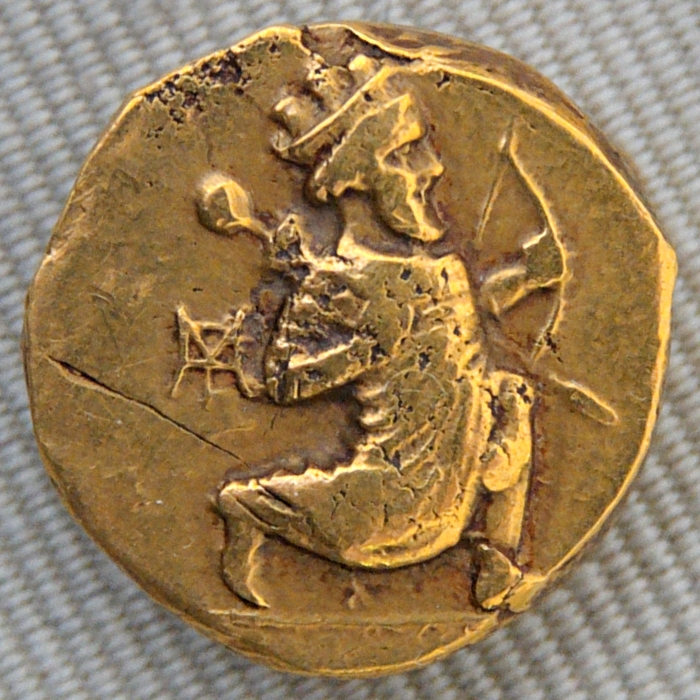
阿爾塔薛西斯二世在位時鑄造的大流克。

居魯士二世建立一個由許多國家組成的帝國，由四個都城控制：帕薩爾加德、巴比倫、蘇薩、和埃克巴坦那。阿契美尼德人以總督制的形式允許一定程度的區域自治。“總督（Satrap）”是個行政單位，通常按地域設立。總督是管理地區的首長，總督之下有將軍，負責監督軍事招募並確保秩序，而“文官首長”（state secretary）則保留官方記錄。將軍和文官首長直接向總督和中央政府匯報。在不同的期間，整個波斯約有20到30個總督。
居魯士二世建立一支稱為長生軍的部隊，由約10,000名訓練有素的士兵組成。他還建立整個帝國的創新郵政系統，系統基礎是透過稱為Chapar Khaneh的中繼站來達成。
大流士一世加強中央集權，把全國分為大約20個省，每省設一位總督，負責地方行政事務，又另設一位將軍管理省內駐軍及另一位官員管理稅收，避免總督一人獨大。總督身邊另有一位國王任命的秘書，負起協助國王監視地方的作用。不過有些總督也兼有軍權。

### 貨幣
波斯的大流克是第一種金幣，還有類似的銀幣，稱為西格留士，阿契美尼德帝國採用的金銀雙金屬貨幣系統一直持續用到今日。這系統由大流士一世所創，他也強化帝國，並把波斯波利斯建設為一個禮儀之都，他透過金幣和銀幣系統來革新經濟。

### 稅收

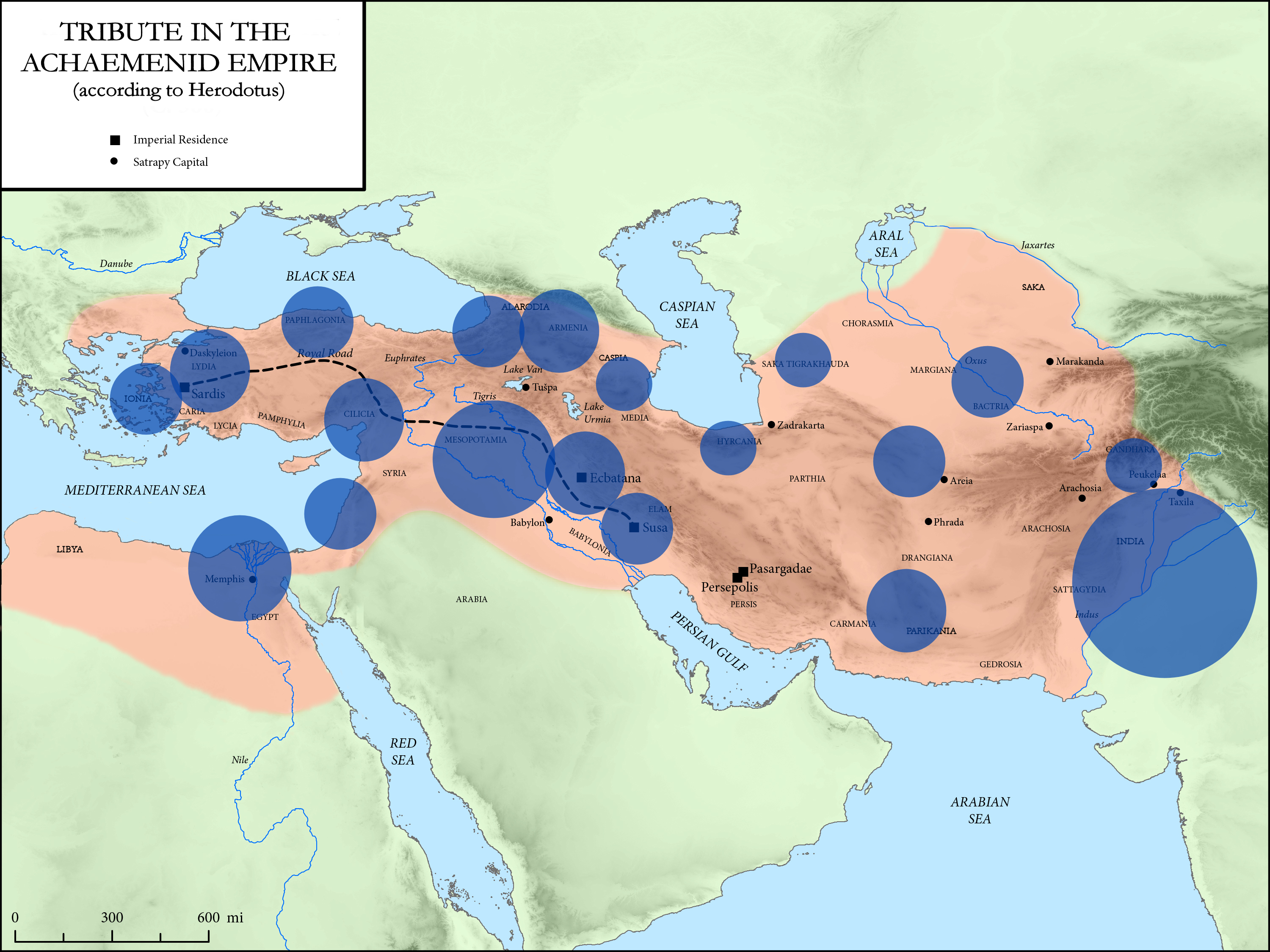
根據希羅多德的資料所編製的阿契美尼德王朝稅收區每年所貢獻的稅收。

大流士一世還根據各地的生產力和經濟潛力，針對每個總督轄區推出專門針對它們量身定制的、受監管的、且可持續的稅收制度。例如，巴比倫被認為是能產生數量最多，種類龐大的物產-上繳1,000他連得的白銀，足以供軍隊四個月的糧食所需。而印度顯然是以黃金豐富聞名。埃及以其豐富的農作物聞名，它原本是波斯帝國（後來是羅馬帝國）的糧倉，除繳納700他連得的白銀之外，還必須提供12萬份穀物。這些賦稅完全從臣屬人民徵收。
有證據顯示，被波斯征服和/或叛亂的敵人會被販售為奴。除了在管理以及稅收方面的創新之外，阿契美尼德帝國可能是古代近東地區第一個設立私有奴隸販售登記，和對此實施一種早期形式營業稅的政府。

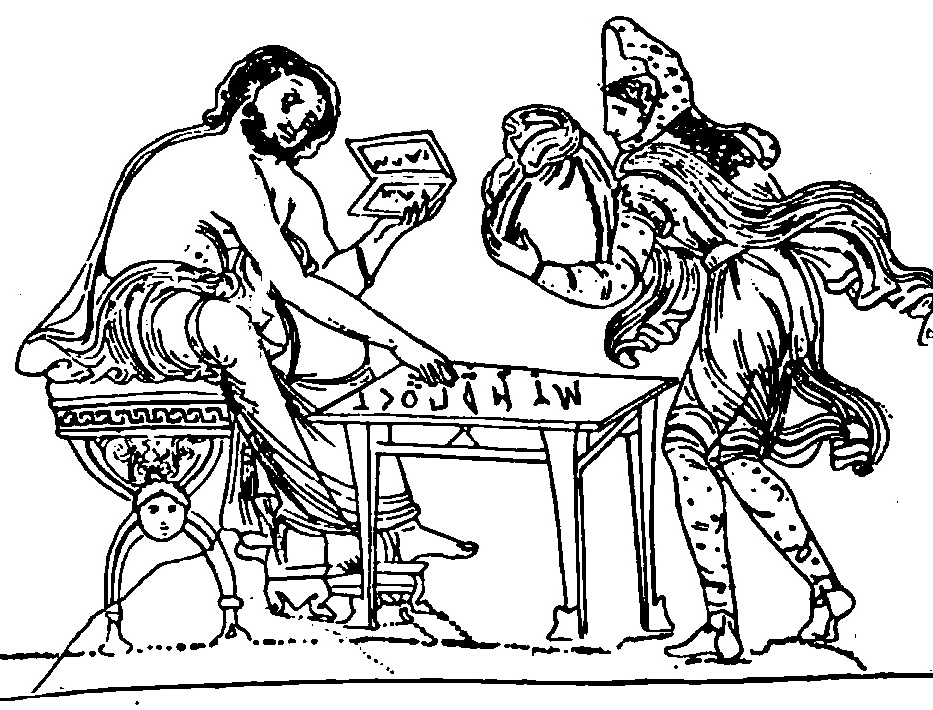
從達柳斯花瓶截取的資料，阿契美尼德王朝收稅人，正用算盤計數中(公元前340年–320年作品).

大流士一世統治期間的其他成就包括數據的整理、普遍的法律制度法典化、以及在波斯波利斯興建新都。

### 運輸和通訊
在阿契美尼德帝國，貿易範圍廣泛，並且有個有效的基礎設施，便利帝國遙遠地區的商品交換。貿易關稅、以及農業生產、和貢品是帝國的主要收入來源。
各地的總督轄區由長度達到2,500公里的公路系統連結，最引人注目的是由大流士一世指揮建造，從蘇薩到薩第斯的波斯御道。它每隔一段距離就設有特定的中繼站和商隊驛站。皇家騎馬信使可在十五天內把信件傳達到最偏遠的地區。希羅多德指出：“世界上沒有比這些波斯皇家騎馬信使的速度更快的。這些勇敢的信使能迅速完成指定的任務，無論是下雪、下雨、熱天、暗夜也不會耽誤班表規定的工作。”雖然波斯的總督系統讓各地方擁有相當的獨立性，皇室督察，“王之耳目”會巡視帝國各地，並把當地情況向君主報告。

## 軍事
阿契美尼德雖然出身於寒微的佩里斯，但在居魯士二世領導下，帝國達到巨大的規模。居魯士二世創建一個包含多個小邦的帝國，允許各地的總督作為代理人，治理帝國某個指定區域（省）。基本規則是每個省對國王需忠誠與服從，以及遵照規定繳稅。由於受波斯統治各民族間的文化差異，地域遼闊，區域競爭對手不斷爭奪政權，帝國必須擁有專業的軍隊以維持和平與穩定，同時在叛亂和外國威脅下強化國王的權力。居魯士二世成功組建一支強大的陸軍，並以此在西亞各場戰役中獲勝。在居魯士二世有機會發展海軍軍力之前，他在征討一場地方叛亂時受傷而亡。直到大流士一世時代，帝國終於擁有一支皇家海軍，得以在黑海、地中海、和波斯灣中與敵人對抗。

### 軍隊

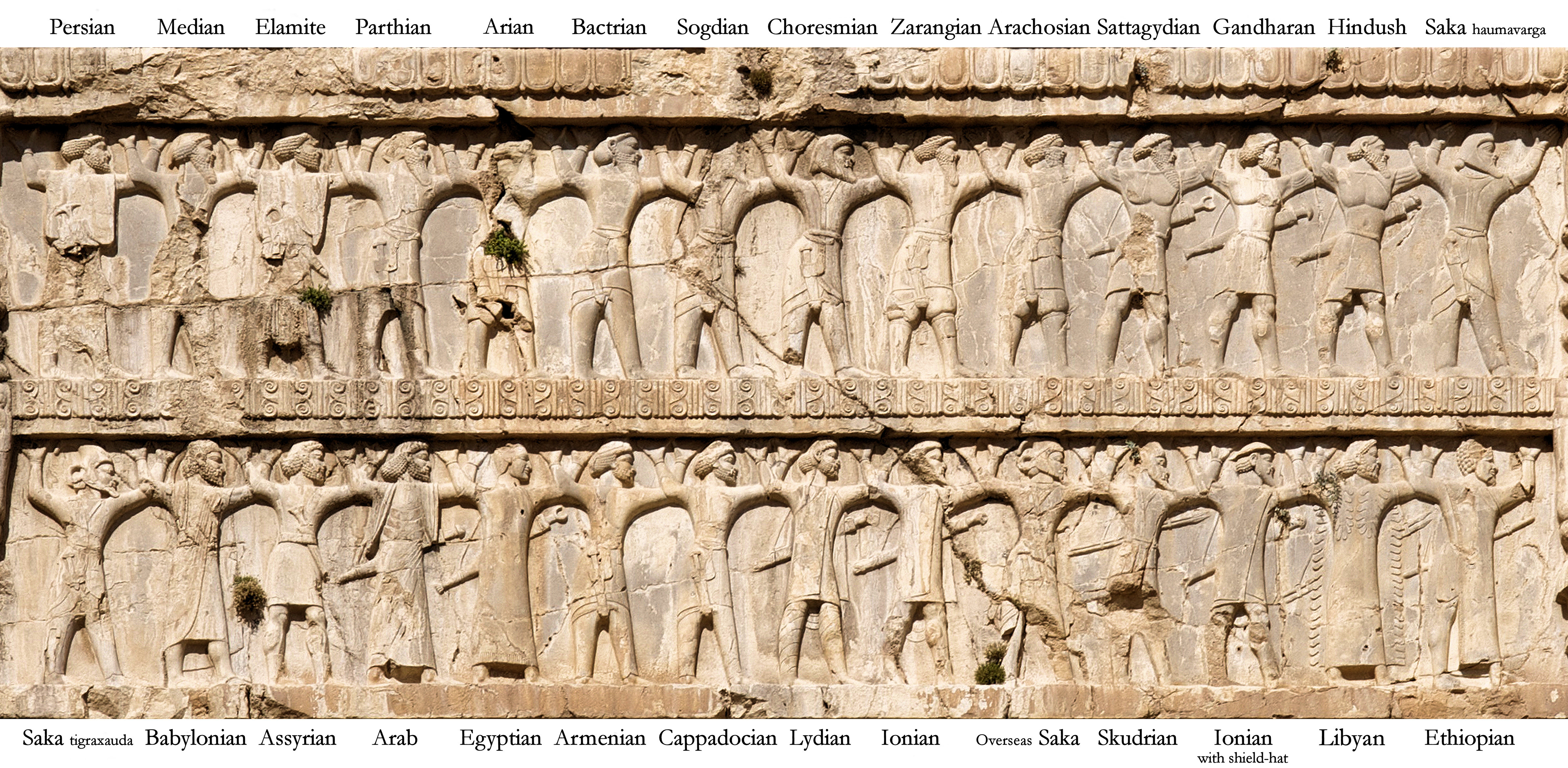
薛西斯一世陵寢的浮雕，顯示抬王座的士兵穿著不同的服飾，表示他們來自帝國治下不同的總督轄區。

阿契美尼德帝國的強大軍隊與帝國本身一樣，也非常多元。
阿契美尼德步兵由三個兵種組成：長生軍，盾牌軍，和塔卡巴拉軍，在阿契美尼德帝國後期，則引入外籍兵團。
|  | 披上戰甲的波斯騎兵和他們的致命的馬戰車所向無敵。沒有人敢與之對抗 |

波斯騎兵對於征服其他民族有重要功能，他們在波斯軍隊中一直佔有重要地位，直至帝國覆亡。騎兵分為四組：馬戰車弓箭手、騎兵、駱駝騎兵、和戰象。

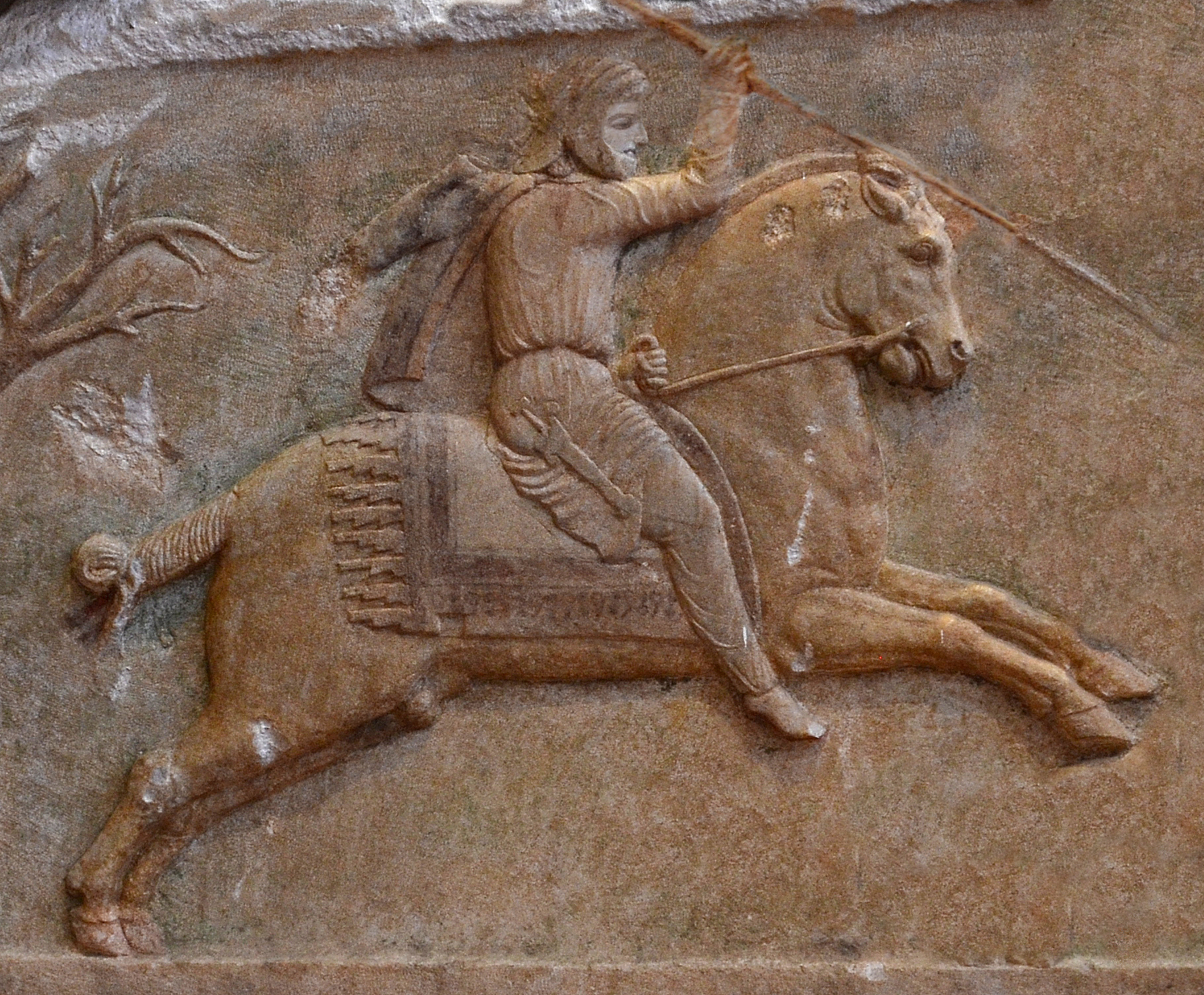
在赫勒斯滂弗里吉亞總督區發現的Polyxena石棺，上有阿契美尼德王朝騎兵浮雕（推測為公元前第6世紀早期）。

從居魯士二世創立帝國以來，波斯主要是擁有強大陸軍的大陸帝國，沒任何實際的海軍兵力。到公元前5世紀，情況發生變化，帝國遭遇希臘和埃及軍隊，這兩地都有自己傳統的海上武力。大流士一世是第一位投入心力以建設波斯艦隊的阿契美尼德國王。即使到那時，希臘或埃及都沒真正的“帝國海軍”。波斯是經由大流士成立和部署第一個正規帝國海軍的帝國。但帝國海軍人員並不是來自伊朗，而是常是經由大流士一世挑選的腓尼基人（主要是賽達人）、埃及人、和希臘人來操作帝國的戰艦。

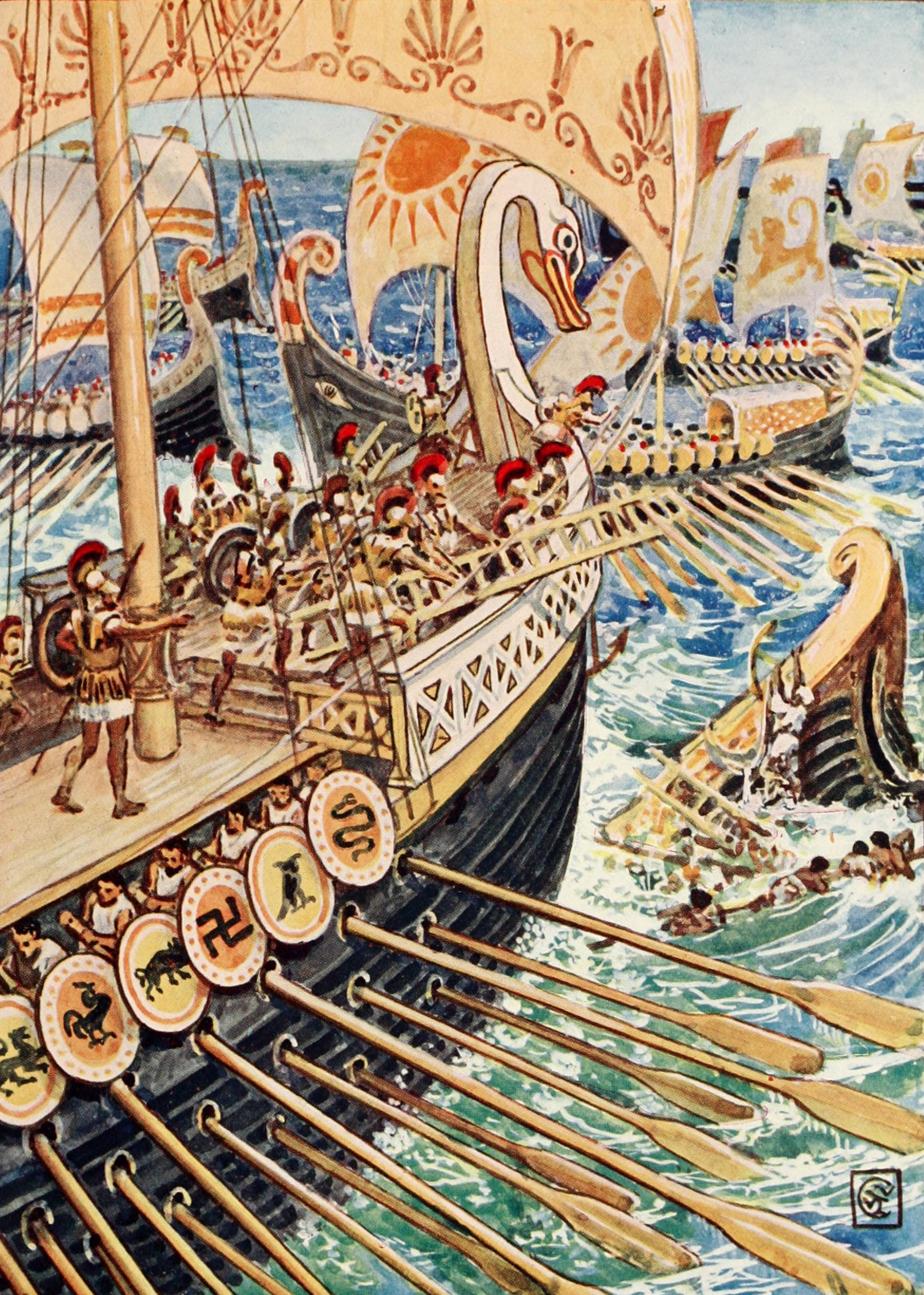
在薩拉米斯戰役，希臘戰艦和阿契美尼德戰艦交戰中。

色諾芬為自己親身目睹做過描述，記載透過聯結37艘船舶而造出的巨大浮橋，用來跨越底格里斯河。波斯人利用每艘船的浮力來支撐一座橋樑，以傳送補給。希羅多德也提起波斯人利用船隻建造橋樑的許多記載。
為征服黑海以北的斯基泰人騎兵，大流士大帝使用巨大的浮橋通過博斯普魯斯海峽，然後進軍到多瑙河，並建造第二座浮橋通過多瑙河。博斯普魯斯海峽上的浮橋長度至少有1,000米的長度。希羅多德描述此奇觀，稱其為“大流士之橋”：
多年後，薛西斯一世在入侵希臘時也建造一座類似的船橋。波斯人並未沒完全佔領希臘的城邦，但波斯國王，尤其是阿爾塔薛西斯二世一直沿用從海上侵入希臘的戰略。多年後，亞歷山大大帝入侵波斯後，在進軍印度期間，他沿襲波斯的戰爭工藝，下令赫費斯提翁和佩爾狄卡斯在印度河建造一座類似的浮橋。

## 文化

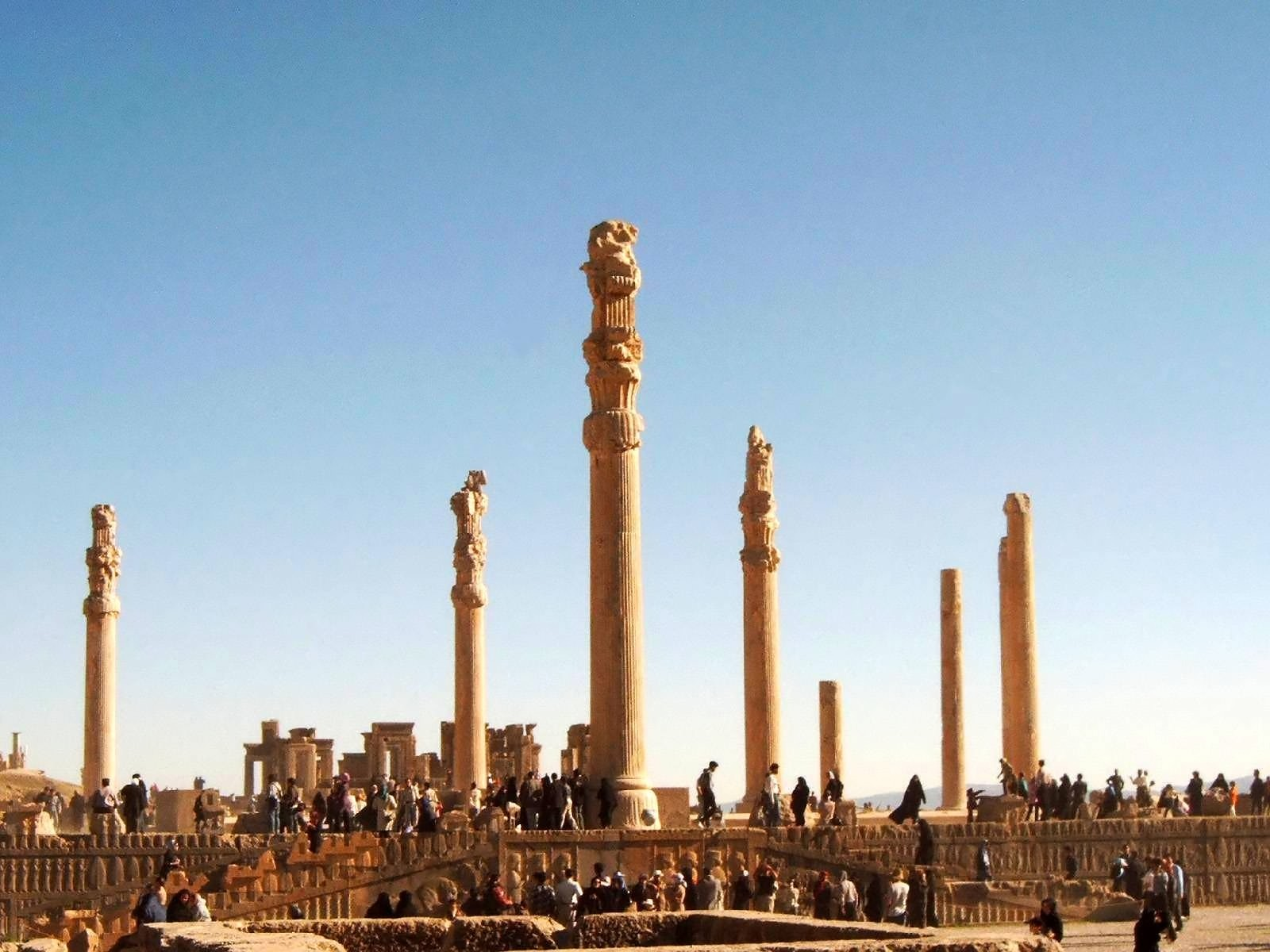
在波斯波利斯的宮殿遺跡

希羅多德在公元前5世紀中葉描述在本都的波斯居民，他說，波斯人從5歲到20歲，被教導三件事——騎馬、拉弓射箭、和說實話。
他進一步指出：
波斯人認為，世界上最可恥的事是說謊，其次是欠債，因為欠債的人，注定會撒謊。
在古波斯人的信仰中，謊言（druj，祆教教義中說謊言的惡魔）被認為是重大罪行，在某些極端情況下，應處以死刑。大流士一世在位期間制定良好行為法規。大流士一世關於他與謊言不斷鬥爭的證詞可在楔形文字中找到。他貝希斯敦銘文宣示：
我不是說謊的人，不是做壞事的人……我根據公義從事。我對弱者或強者都不會動之以惡。和我家合作的人，我讓他得到很好的回報。傷害我家的人，我會重重懲罰。
大流士全力應對整個帝國爆發的大規模叛亂。在一年內平定九名叛徒的叛亂之後，大流士記錄這些征戰讓後世知道，並告訴我們是什麼謊言使這些人叛逆帝國。在貝希斯敦銘文，大流士一世說：
我擊潰他們，俘虜九個國王。一個是名為高墨達的神官，謊稱自己是居魯士大帝的兒子斯摩底斯。一個名為阿欽納的埃蘭人，謊稱自己是埃蘭的國王。一個巴比倫尼亞人，謊稱自己是尼布甲尼撒三世。

### 語言
在居魯士大帝和大流士大帝統治期間，政府所在地仍在埃蘭的蘇薩，官方的語言為埃蘭語。這主要在波斯波利斯政府文件庫房發掘出的泥板記錄得到證實，這些泥板揭示帝國日常運作的細節。在國王宏偉的岩刻碑文中，埃蘭語文本始終伴隨著阿卡德語（巴比倫尼亞方言）和古波斯語碑文，埃蘭語文本似乎是古波斯語文本的譯文。有可能是以蘇薩為首都的政府使用埃蘭語，但它並不是帝國中各地政府的標準語言。埃蘭語語在公元前458年後就沒繼續使用。
美索不達米亞被征服之後，阿拉姆語（當地語言）被用為「在遼闊的帝國各地，用來和不同的民族和語言進行書面交流的媒介」。這種單一的官方語言，現代的學者將之稱為“官方阿拉姆語”，或稱帝國阿拉姆語，學者假設這種單一的官方語言是阿契美尼德帝國能長期統治廣闊領土的重要原因。理查德·納爾遜·弗賴伊在1955年質疑將帝國阿拉姆語歸類為「官方語言」的說法，並指出沒有倖存的法令明確賦予任何特定語言這樣的地位。弗賴伊將帝國阿拉姆語歸為帝國領土的通用語，表明帝國時代對阿拉姆語的使用比一般認為更為普遍。
古波斯語也出現在某些印章和藝術品上，但主要是用在伊朗西部的銘文上，表明古波斯語是這個地區的共同語言。然而到阿爾塔薛西斯二世的統治時期，碑文的文法和拼寫法變得非常“不完善”，表明這些文本的撰寫人已大幅忘記這種語言，不得不依靠舊的碑文，而且很多是逐字複製。
當需要時，阿契美尼德帝國行政通訊也用古希臘語進行，這種語言在政府部門間也廣泛使用。

### 風俗

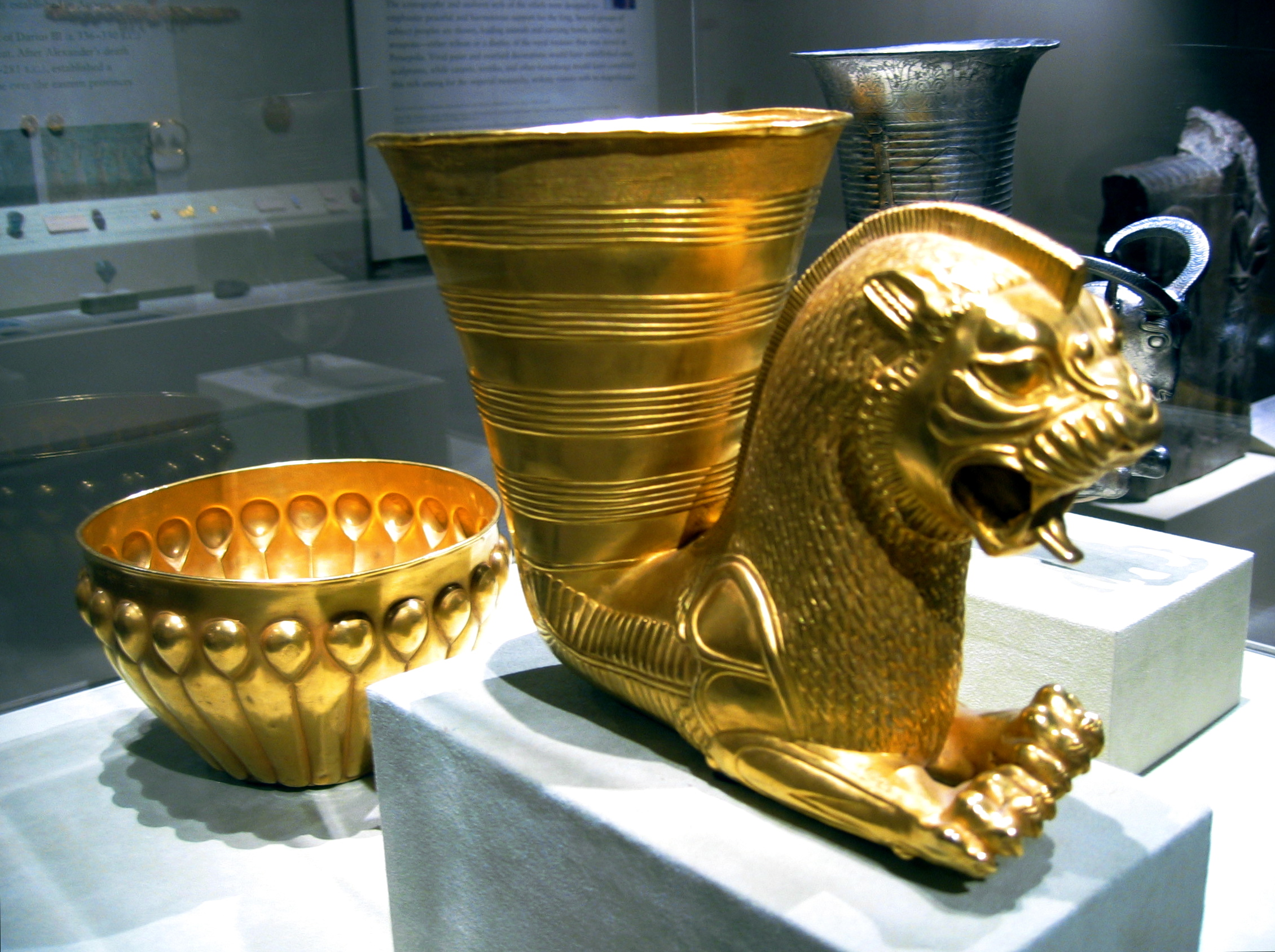
阿契美尼德王朝時期飲酒用器皿。

希羅多德提到有波斯人應邀參加盛大的生日宴會（《歷史》8），隨後送上許多點心，希臘人被指摘只為吃點心而不吃正餐。他還觀察到波斯人飲用大量葡萄酒，甚至在商談時也飲用，在醉酒時討論重要事務，然後在第二天酒醒後才決定是否要付諸行動，或是予以擱置。

### 宗教
宗教寬容被描述為這個帝國“明顯特徵”。舊約中說，居魯士大帝在公元前539-530年將猶太人從巴比倫囚虜中解救，並允許他們返回耶路撒冷居魯士大帝協助將各個城市的聖地復原。
正是在此帝國時期，祆教傳播到伊朗西南部，並被統治者所接受，並透過統治者成為波斯文化的重要組成部分。宗教不僅伴隨著傳統伊朗多神的觀念和神學的形式化，而且還引入一些新穎的觀念，包括自由意志觀念。在阿契美尼德君王的贊助下，祆教到公元前5世紀成為事實上的國教，並傳播到帝國各個角落。

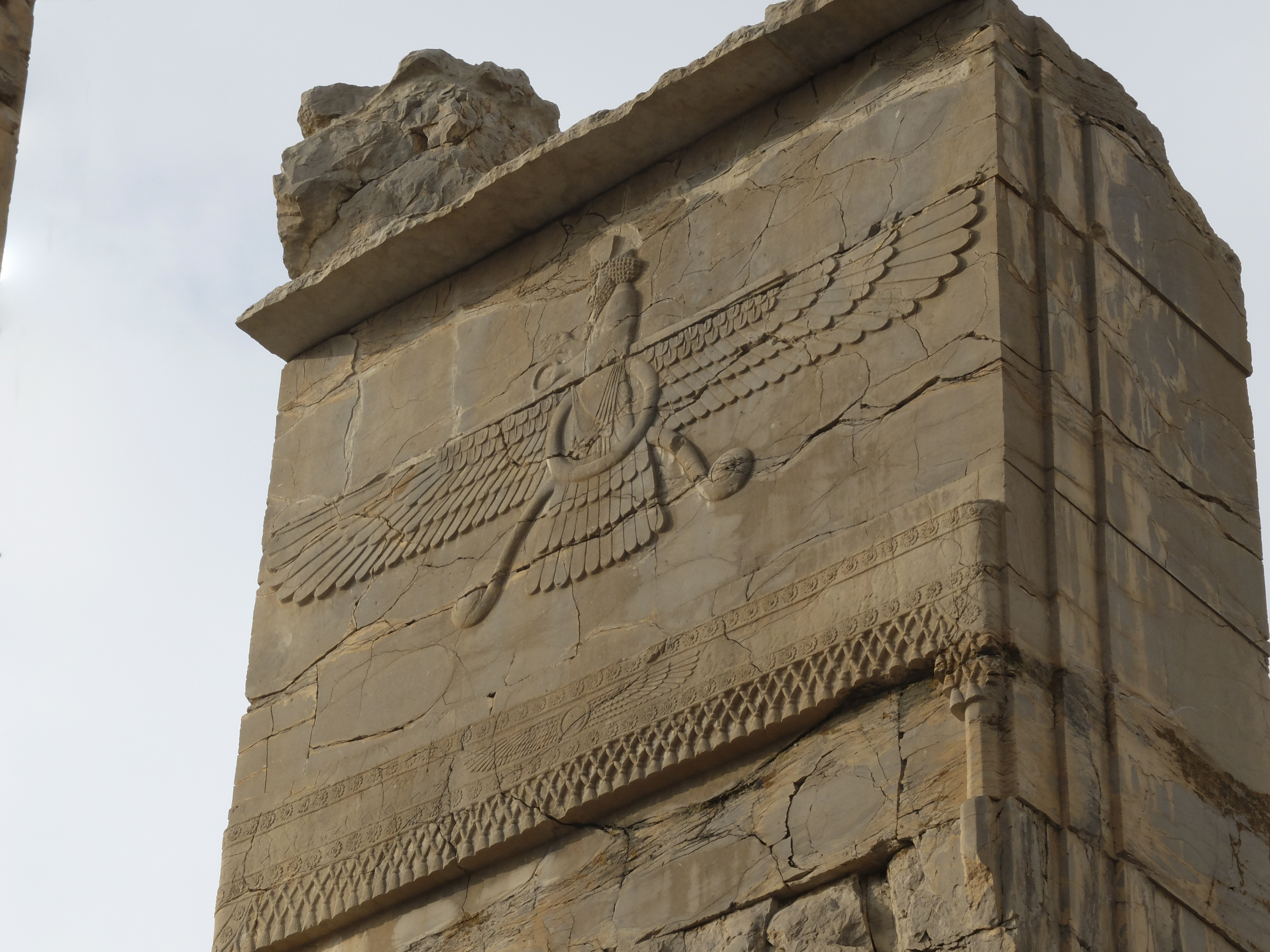
在波斯波利斯，祆教中最知名的標誌，法拉瓦哈淺浮雕。

### 女性
阿契美尼德帝國從未有女性以君主或攝政的身份統治過阿契美尼德帝國，但有些王后對國家事務有影響能力，特別是阿托撒和帕瑞薩娣絲兩位。
沒有證據顯示女性在政府部門或宗教事務中擔任職務，但有大量考古證據顯示，女性在波斯波利斯被僱用為自由勞工，她們與男性一同工作。

### 藝術與建築
阿契美尼德建築包括有大城市、寺廟、宮殿、和陵墓（例如居魯士大帝陵墓）。波斯建築的典型特徵是其折衷主義，其中包括米底、亞述、和亞洲希臘元素，但在作品中仍保持獨特的波斯身份。
阿契美尼德人的藝術包括腰線浮雕、金屬工藝品（例如阿姆河寶藏）、宮殿裝飾、釉面磚砌體、精細工藝（砌體，木工等）、以及園藝。波斯人從其帝國的各個角落引進藝術家，但他們擁有自己的風格和技巧，他們不僅產生各種風格的組合，而且產生一種新而獨特的波斯風格。

### 陵墓
許多阿契美尼德統治者為自己建造巨大的陵墓。納克什魯斯塔姆是一個著名的古墓群，位於帝國象徵性首都波斯波利斯的西北約12公里處，有四位波斯君王的陵墓鎮座在這裡：大流士一世、薛西斯一世、阿爾塔薛西斯一世、和大流士二世。其他君王則在別的地方建造自己的陵墓。阿爾塔薛西斯二世和阿爾塔薛西斯三世在波斯波利斯旁邊開鑿自己的陵墓，阿爾塔薛西斯二世的陵墓在左邊，阿爾塔薛西斯三世的陵墓在右邊，阿爾塔薛西斯三世是最後一個擁有陵墓的阿契美尼德君王。阿契美尼德王朝的創建者居魯士大帝的陵墓則被建在帕薩爾加德（現今已成為世界遺產）。

## 歷史遺產
阿契美尼德帝國給亞洲、歐洲、和中東的遺產和文化特徵留下深刻的印象，並影響未來的帝國的發展和結構。實際上，希臘人以及後來的羅馬人採用波斯統治帝國方法中最佳的部分。
帝國還為伊朗（波斯）的政治、遺產、和歷史定下基調。阿契美尼德王朝的融合能力讓英國歷史學家湯恩比把後來的阿拔斯帝國社會視為是阿契美尼德王朝社會的“重新融合”或“轉世”，因為阿拔斯帝國能把波斯、突厥和伊斯蘭的治理模式和知識加以融合，使得波斯文化能夠傳播到由突厥人建立的塞爾柱帝國、鄂圖曼帝國、薩法維王朝和蒙兀兒帝國。

## 統治者

### 世系圖
|                                  |                                  |                                  |                                  |                                  |                                  | 阿契美尼斯波斯国王 705–675       |                                  |                              |                              |                               |                               |                               |                               |                               |                               |                            |                            |                              |                              |                              |                              |                              |                              |                |                |                                 |                                 |                                 |                                 |                                 |                                 |                            |                            |                            |                            |                            |                            |              |              |                                      |                                      |                                      |                                      |                                      |                                      |  |  |  |  |  |  |  |  |  |  |  |  |  |  |  |  |  |  |  |  |  |  |  |  |  |  |  |  |  |  |  |  |  |  |  |  |  |  |  |  |
|                                  |                                  |                                  |                                  |                                  |                                  |                                  |                                  |                              |                              |                               |                               |                               |                               |                               |                               |                            |                            |                              |                              |                              |                              |                              |                              |                |                |                                 |                                 |                                 |                                 |                                 |                                 |                            |                            |                            |                            |                            |                            |              |              |                                      |                                      |                                      |                                      |                                      |                                      |  |  |  |  |  |  |  |  |  |  |  |  |  |  |  |  |  |  |  |  |  |  |  |  |  |  |  |  |  |  |  |  |  |  |  |  |  |  |  |  |
|                                  |                                  |                                  |                                  |                                  |                                  | 铁伊斯佩斯波斯国王 675–640       |                                  |                              |                              |                               |                               |                               |                               |                               |                               |                            |                            |                              |                              |                              |                              |                              |                              |                |                |                                 |                                 |                                 |                                 |                                 |                                 |                            |                            |                            |                            |                            |                            |              |              |                                      |                                      |                                      |                                      |                                      |                                      |  |  |  |  |  |  |  |  |  |  |  |  |  |  |  |  |  |  |  |  |  |  |  |  |  |  |  |  |  |  |  |  |  |  |  |  |  |  |  |  |
|                                  |                                  |                                  |                                  |                                  |                                  |                                  |                                  |                              |                              |                               |                               |                               |                               |                               |                               |                            |                            |                              |                              |                              |                              |                              |                              |                |                |                                 |                                 |                                 |                                 |                                 |                                 |                            |                            |                            |                            |                            |                            |              |              |                                      |                                      |                                      |                                      |                                      |                                      |  |  |  |  |  |  |  |  |  |  |  |  |  |  |  |  |  |  |  |  |  |  |  |  |  |  |  |  |  |  |  |  |  |  |  |  |  |  |  |  |
|                                  |                                  |                                  |                                  |                                  |                                  |                                  |                                  |                              |                              |                               |                               |                               |                               |                               |                               |                            |                            |                              |                              |                              |                              |                              |                              |                |                |                                 |                                 |                                 |                                 |                                 |                                 |                            |                            |                            |                            |                            |                            |              |              |                                      |                                      |                                      |                                      |                                      |                                      |  |  |  |  |  |  |  |  |  |  |  |  |  |  |  |  |  |  |  |  |  |  |  |  |  |  |  |  |  |  |  |  |  |  |  |  |  |  |  |  |
|                                  |                                  | 阿里亚兰尼斯王子                 | 阿里亚兰尼斯王子                 | 阿里亚兰尼斯王子                 | 阿里亚兰尼斯王子                 | 阿里亚兰尼斯王子                 | 阿里亚兰尼斯王子                 |                              |                              | 居鲁士一世波斯国王 640–600    | 居鲁士一世波斯国王 640–600    | 居鲁士一世波斯国王 640–600    | 居鲁士一世波斯国王 640–600    | 居鲁士一世波斯国王 640–600    | 居鲁士一世波斯国王 640–600    |                            |                            |                              |                              |                              |                              |                              |                              |                |                |                                 |                                 |                                 |                                 |                                 |                                 |                            |                            |                            |                            |                            |                            |              |              |                                      |                                      |                                      |                                      |                                      |                                      |  |  |  |  |  |  |  |  |  |  |  |  |  |  |  |  |  |  |  |  |  |  |  |  |  |  |  |  |  |  |  |  |  |  |  |  |  |  |  |  |
|                                  |                                  | 阿里亚兰尼斯王子                 | 阿里亚兰尼斯王子                 | 阿里亚兰尼斯王子                 | 阿里亚兰尼斯王子                 | 阿里亚兰尼斯王子                 | 阿里亚兰尼斯王子                 |                              |                              | 居鲁士一世波斯国王 640–600    | 居鲁士一世波斯国王 640–600    | 居鲁士一世波斯国王 640–600    | 居鲁士一世波斯国王 640–600    | 居鲁士一世波斯国王 640–600    | 居鲁士一世波斯国王 640–600    |                            |                            |                              |                              |                              |                              |                              |                              |                |                |                                 |                                 |                                 |                                 |                                 |                                 |                            |                            |                            |                            |                            |                            |              |              |                                      |                                      |                                      |                                      |                                      |                                      |  |  |  |  |  |  |  |  |  |  |  |  |  |  |  |  |  |  |  |  |  |  |  |  |  |  |  |  |  |  |  |  |  |  |  |  |  |  |  |  |
|                                  |                                  | 阿尔萨米斯王子                   | 阿尔萨米斯王子                   | 阿尔萨米斯王子                   | 阿尔萨米斯王子                   | 阿尔萨米斯王子                   | 阿尔萨米斯王子                   |                              |                              | 冈比西斯一世波斯国王 600–559  | 冈比西斯一世波斯国王 600–559  | 冈比西斯一世波斯国王 600–559  | 冈比西斯一世波斯国王 600–559  | 冈比西斯一世波斯国王 600–559  | 冈比西斯一世波斯国王 600–559  |                            |                            |                              |                              |                              |                              |                              |                              |                |                |                                 |                                 |                                 |                                 |                                 |                                 |                            |                            |                            |                            |                            |                            |              |              |                                      |                                      |                                      |                                      |                                      |                                      |  |  |  |  |  |  |  |  |  |  |  |  |  |  |  |  |  |  |  |  |  |  |  |  |  |  |  |  |  |  |  |  |  |  |  |  |  |  |  |  |
|                                  |                                  | 阿尔萨米斯王子                   | 阿尔萨米斯王子                   | 阿尔萨米斯王子                   | 阿尔萨米斯王子                   | 阿尔萨米斯王子                   | 阿尔萨米斯王子                   |                              |                              | 冈比西斯一世波斯国王 600–559  | 冈比西斯一世波斯国王 600–559  | 冈比西斯一世波斯国王 600–559  | 冈比西斯一世波斯国王 600–559  | 冈比西斯一世波斯国王 600–559  | 冈比西斯一世波斯国王 600–559  |                            |                            |                              |                              |                              |                              |                              |                              |                |                |                                 |                                 |                                 |                                 |                                 |                                 |                            |                            |                            |                            |                            |                            |              |              |                                      |                                      |                                      |                                      |                                      |                                      |  |  |  |  |  |  |  |  |  |  |  |  |  |  |  |  |  |  |  |  |  |  |  |  |  |  |  |  |  |  |  |  |  |  |  |  |  |  |  |  |
|                                  |                                  | 希斯塔斯佩斯王子                 | 希斯塔斯佩斯王子                 | 希斯塔斯佩斯王子                 | 希斯塔斯佩斯王子                 | 希斯塔斯佩斯王子                 | 希斯塔斯佩斯王子                 |                              |                              | 居鲁士大帝波斯国王 559–530/28 | 居鲁士大帝波斯国王 559–530/28 | 居鲁士大帝波斯国王 559–530/28 | 居鲁士大帝波斯国王 559–530/28 | 居鲁士大帝波斯国王 559–530/28 | 居鲁士大帝波斯国王 559–530/28 |                            |                            |                              |                              |                              |                              |                              |                              |                |                |                                 |                                 |                                 |                                 |                                 |                                 |                            |                            |                            |                            |                            |                            |              |              |                                      |                                      |                                      |                                      |                                      |                                      |  |  |  |  |  |  |  |  |  |  |  |  |  |  |  |  |  |  |  |  |  |  |  |  |  |  |  |  |  |  |  |  |  |  |  |  |  |  |  |  |
|                                  |                                  | 希斯塔斯佩斯王子                 | 希斯塔斯佩斯王子                 | 希斯塔斯佩斯王子                 | 希斯塔斯佩斯王子                 | 希斯塔斯佩斯王子                 | 希斯塔斯佩斯王子                 |                              |                              | 居鲁士大帝波斯国王 559–530/28 | 居鲁士大帝波斯国王 559–530/28 | 居鲁士大帝波斯国王 559–530/28 | 居鲁士大帝波斯国王 559–530/28 | 居鲁士大帝波斯国王 559–530/28 | 居鲁士大帝波斯国王 559–530/28 |                            |                            |                              |                              |                              |                              |                              |                              |                |                |                                 |                                 |                                 |                                 |                                 |                                 |                            |                            |                            |                            |                            |                            |              |              |                                      |                                      |                                      |                                      |                                      |                                      |  |  |  |  |  |  |  |  |  |  |  |  |  |  |  |  |  |  |  |  |  |  |  |  |  |  |  |  |  |  |  |  |  |  |  |  |  |  |  |  |
|                                  |                                  |                                  |                                  |                                  |                                  |                                  |                                  |                              |                              |                               |                               |                               |                               |                               |                               |                            |                            |                              |                              |                              |                              |                              |                              |                |                |                                 |                                 |                                 |                                 |                                 |                                 |                            |                            |                            |                            |                            |                            |              |              |                                      |                                      |                                      |                                      |                                      |                                      |  |  |  |  |  |  |  |  |  |  |  |  |  |  |  |  |  |  |  |  |  |  |  |  |  |  |  |  |  |  |  |  |  |  |  |  |  |  |  |  |
|                                  |                                  | 大流士大帝波斯国王 522–486       | 大流士大帝波斯国王 522–486       | 大流士大帝波斯国王 522–486       | 大流士大帝波斯国王 522–486       | 大流士大帝波斯国王 522–486       | 大流士大帝波斯国王 522–486       |                              |                              | 阿托撒公主                    | 阿托撒公主                    | 阿托撒公主                    | 阿托撒公主                    | 阿托撒公主                    | 阿托撒公主                    |                            |                            | 冈比西斯二世波斯国王 530–522 | 冈比西斯二世波斯国王 530–522 | 冈比西斯二世波斯国王 530–522 | 冈比西斯二世波斯国王 530–522 | 冈比西斯二世波斯国王 530–522 | 冈比西斯二世波斯国王 530–522 |                |                | 高墨达王子 冒名顶替巴爾迪亞 522 | 高墨达王子 冒名顶替巴爾迪亞 522 | 高墨达王子 冒名顶替巴爾迪亞 522 | 高墨达王子 冒名顶替巴爾迪亞 522 | 高墨达王子 冒名顶替巴爾迪亞 522 | 高墨达王子 冒名顶替巴爾迪亞 522 |                            |                            | 阿蒂斯通公主               | 阿蒂斯通公主               | 阿蒂斯通公主               | 阿蒂斯通公主               | 阿蒂斯通公主 | 阿蒂斯通公主 |                                      |                                      |                                      |                                      |                                      |                                      |  |  |  |  |  |  |  |  |  |  |  |  |  |  |  |  |  |  |  |  |  |  |  |  |  |  |  |  |  |  |  |  |  |  |  |  |  |  |  |  |
|                                  |                                  | 大流士大帝波斯国王 522–486       | 大流士大帝波斯国王 522–486       | 大流士大帝波斯国王 522–486       | 大流士大帝波斯国王 522–486       | 大流士大帝波斯国王 522–486       | 大流士大帝波斯国王 522–486       |                              |                              | 阿托撒公主                    | 阿托撒公主                    | 阿托撒公主                    | 阿托撒公主                    | 阿托撒公主                    | 阿托撒公主                    |                            |                            | 冈比西斯二世波斯国王 530–522 | 冈比西斯二世波斯国王 530–522 | 冈比西斯二世波斯国王 530–522 | 冈比西斯二世波斯国王 530–522 | 冈比西斯二世波斯国王 530–522 | 冈比西斯二世波斯国王 530–522 |                |                | 高墨达王子 冒名顶替巴爾迪亞 522 | 高墨达王子 冒名顶替巴爾迪亞 522 | 高墨达王子 冒名顶替巴爾迪亞 522 | 高墨达王子 冒名顶替巴爾迪亞 522 | 高墨达王子 冒名顶替巴爾迪亞 522 | 高墨达王子 冒名顶替巴爾迪亞 522 |                            |                            | 阿蒂斯通公主               | 阿蒂斯通公主               | 阿蒂斯通公主               | 阿蒂斯通公主               | 阿蒂斯通公主 | 阿蒂斯通公主 |                                      |                                      |                                      |                                      |                                      |                                      |  |  |  |  |  |  |  |  |  |  |  |  |  |  |  |  |  |  |  |  |  |  |  |  |  |  |  |  |  |  |  |  |  |  |  |  |  |  |  |  |
|                                  |                                  |                                  |                                  |                                  |                                  |                                  |                                  |                              |                              |                               |                               |                               |                               |                               |                               |                            |                            |                              |                              |                              |                              |                              |                              |                |                |                                 |                                 |                                 |                                 |                                 |                                 |                            |                            |                            |                            |                            |                            |              |              |                                      |                                      |                                      |                                      |                                      |                                      |  |  |  |  |  |  |  |  |  |  |  |  |  |  |  |  |  |  |  |  |  |  |  |  |  |  |  |  |  |  |  |  |  |  |  |  |  |  |  |  |
|                                  |                                  |                                  |                                  |                                  |                                  | 薛西斯大帝波斯国王 485–465       |                                  |                              |                              |                               |                               |                               |                               |                               |                               |                            |                            |                              |                              |                              |                              |                              |                              |                |                |                                 |                                 |                                 |                                 |                                 |                                 |                            |                            |                            |                            |                            |                            |              |              |                                      |                                      |                                      |                                      |                                      |                                      |  |  |  |  |  |  |  |  |  |  |  |  |  |  |  |  |  |  |  |  |  |  |  |  |  |  |  |  |  |  |  |  |  |  |  |  |  |  |  |  |
|                                  |                                  |                                  |                                  |                                  |                                  |                                  |                                  |                              |                              |                               |                               |                               |                               |                               |                               |                            |                            |                              |                              |                              |                              |                              |                              |                |                |                                 |                                 |                                 |                                 |                                 |                                 |                            |                            |                            |                            |                            |                            |              |              |                                      |                                      |                                      |                                      |                                      |                                      |  |  |  |  |  |  |  |  |  |  |  |  |  |  |  |  |  |  |  |  |  |  |  |  |  |  |  |  |  |  |  |  |  |  |  |  |  |  |  |  |
|                                  |                                  |                                  |                                  |                                  |                                  | 阿尔塔薛西斯一世波斯国王 465–424 |                                  |                              |                              |                               |                               |                               |                               |                               |                               |                            |                            |                              |                              |                              |                              |                              |                              |                |                |                                 |                                 |                                 |                                 |                                 |                                 |                            |                            |                            |                            |                            |                            |              |              |                                      |                                      |                                      |                                      |                                      |                                      |  |  |  |  |  |  |  |  |  |  |  |  |  |  |  |  |  |  |  |  |  |  |  |  |  |  |  |  |  |  |  |  |  |  |  |  |  |  |  |  |
|                                  |                                  |                                  |                                  |                                  |                                  |                                  |                                  |                              |                              |                               |                               |                               |                               |                               |                               |                            |                            |                              |                              |                              |                              |                              |                              |                |                |                                 |                                 |                                 |                                 |                                 |                                 |                            |                            |                            |                            |                            |                            |              |              |                                      |                                      |                                      |                                      |                                      |                                      |  |  |  |  |  |  |  |  |  |  |  |  |  |  |  |  |  |  |  |  |  |  |  |  |  |  |  |  |  |  |  |  |  |  |  |  |  |  |  |  |
|                                  |                                  |                                  |                                  |                                  |                                  |                                  |                                  |                              |                              |                               |                               |                               |                               |                               |                               |                            |                            |                              |                              |                              |                              |                              |                              |                |                |                                 |                                 |                                 |                                 |                                 |                                 |                            |                            |                            |                            |                            |                            |              |              |                                      |                                      |                                      |                                      |                                      |                                      |  |  |  |  |  |  |  |  |  |  |  |  |  |  |  |  |  |  |  |  |  |  |  |  |  |  |  |  |  |  |  |  |  |  |  |  |  |  |  |  |
| 薛西斯二世波斯国王 424           | 薛西斯二世波斯国王 424           | 薛西斯二世波斯国王 424           | 薛西斯二世波斯国王 424           | 薛西斯二世波斯国王 424           | 薛西斯二世波斯国王 424           |                                  |                                  | 塞基狄亚努斯波斯国王 424–423 | 塞基狄亚努斯波斯国王 424–423 | 塞基狄亚努斯波斯国王 424–423  | 塞基狄亚努斯波斯国王 424–423  | 塞基狄亚努斯波斯国王 424–423  | 塞基狄亚努斯波斯国王 424–423  |                               |                               | 大流士二世波斯国王 423–404 | 大流士二世波斯国王 423–404 | 大流士二世波斯国王 423–404   | 大流士二世波斯国王 423–404   | 大流士二世波斯国王 423–404   | 大流士二世波斯国王 423–404   |                              |                              | 阿尔斯特斯王子 | 阿尔斯特斯王子 | 阿尔斯特斯王子                  | 阿尔斯特斯王子                  | 阿尔斯特斯王子                  | 阿尔斯特斯王子                  |                                 |                                 | 帕瑞萨娣丝公主             | 帕瑞萨娣丝公主             | 帕瑞萨娣丝公主             | 帕瑞萨娣丝公主             | 帕瑞萨娣丝公主             | 帕瑞萨娣丝公主             |              |              | 巴加帕奥斯王子                       | 巴加帕奥斯王子                       | 巴加帕奥斯王子                       | 巴加帕奥斯王子                       | 巴加帕奥斯王子                       | 巴加帕奥斯王子                       |  |  |  |  |  |  |  |  |  |  |  |  |  |  |  |  |  |  |  |  |  |  |  |  |  |  |  |  |  |  |  |  |  |  |  |  |  |  |  |  |
| 薛西斯二世波斯国王 424           | 薛西斯二世波斯国王 424           | 薛西斯二世波斯国王 424           | 薛西斯二世波斯国王 424           | 薛西斯二世波斯国王 424           | 薛西斯二世波斯国王 424           |                                  |                                  | 塞基狄亚努斯波斯国王 424–423 | 塞基狄亚努斯波斯国王 424–423 | 塞基狄亚努斯波斯国王 424–423  | 塞基狄亚努斯波斯国王 424–423  | 塞基狄亚努斯波斯国王 424–423  | 塞基狄亚努斯波斯国王 424–423  |                               |                               | 大流士二世波斯国王 423–404 | 大流士二世波斯国王 423–404 | 大流士二世波斯国王 423–404   | 大流士二世波斯国王 423–404   | 大流士二世波斯国王 423–404   | 大流士二世波斯国王 423–404   |                              |                              | 阿尔斯特斯王子 | 阿尔斯特斯王子 | 阿尔斯特斯王子                  | 阿尔斯特斯王子                  | 阿尔斯特斯王子                  | 阿尔斯特斯王子                  |                                 |                                 | 帕瑞萨娣丝公主             | 帕瑞萨娣丝公主             | 帕瑞萨娣丝公主             | 帕瑞萨娣丝公主             | 帕瑞萨娣丝公主             | 帕瑞萨娣丝公主             |              |              | 巴加帕奥斯王子                       | 巴加帕奥斯王子                       | 巴加帕奥斯王子                       | 巴加帕奥斯王子                       | 巴加帕奥斯王子                       | 巴加帕奥斯王子                       |  |  |  |  |  |  |  |  |  |  |  |  |  |  |  |  |  |  |  |  |  |  |  |  |  |  |  |  |  |  |  |  |  |  |  |  |  |  |  |  |
|                                  |                                  |                                  |                                  |                                  |                                  |                                  |                                  |                              |                              |                               |                               |                               |                               |                               |                               |                            |                            |                              |                              |                              |                              |                              |                              |                |                |                                 |                                 |                                 |                                 |                                 |                                 |                            |                            |                            |                            |                            |                            |              |              |                                      |                                      |                                      |                                      |                                      |                                      |  |  |  |  |  |  |  |  |  |  |  |  |  |  |  |  |  |  |  |  |  |  |  |  |  |  |  |  |  |  |  |  |  |  |  |  |  |  |  |  |
|                                  |                                  | 阿尔塔薛西斯二世波斯国王 404–358 | 阿尔塔薛西斯二世波斯国王 404–358 | 阿尔塔薛西斯二世波斯国王 404–358 | 阿尔塔薛西斯二世波斯国王 404–358 | 阿尔塔薛西斯二世波斯国王 404–358 | 阿尔塔薛西斯二世波斯国王 404–358 |                              |                              | 阿美斯特里斯公主              | 阿美斯特里斯公主              | 阿美斯特里斯公主              | 阿美斯特里斯公主              | 阿美斯特里斯公主              | 阿美斯特里斯公主              |                            |                            | 小居鲁士王子                 | 小居鲁士王子                 | 小居鲁士王子                 | 小居鲁士王子                 | 小居鲁士王子                 | 小居鲁士王子                 |                |                | 居鲁士四世王子                  | 居鲁士四世王子                  | 居鲁士四世王子                  | 居鲁士四世王子                  | 居鲁士四世王子                  | 居鲁士四世王子                  |                            |                            |                            |                            |                            |                            |              |              | 奥斯塔尼兹王子                       | 奥斯塔尼兹王子                       | 奥斯塔尼兹王子                       | 奥斯塔尼兹王子                       | 奥斯塔尼兹王子                       | 奥斯塔尼兹王子                       |  |  |  |  |  |  |  |  |  |  |  |  |  |  |  |  |  |  |  |  |  |  |  |  |  |  |  |  |  |  |  |  |  |  |  |  |  |  |  |  |
|                                  |                                  | 阿尔塔薛西斯二世波斯国王 404–358 | 阿尔塔薛西斯二世波斯国王 404–358 | 阿尔塔薛西斯二世波斯国王 404–358 | 阿尔塔薛西斯二世波斯国王 404–358 | 阿尔塔薛西斯二世波斯国王 404–358 | 阿尔塔薛西斯二世波斯国王 404–358 |                              |                              | 阿美斯特里斯公主              | 阿美斯特里斯公主              | 阿美斯特里斯公主              | 阿美斯特里斯公主              | 阿美斯特里斯公主              | 阿美斯特里斯公主              |                            |                            | 小居鲁士王子                 | 小居鲁士王子                 | 小居鲁士王子                 | 小居鲁士王子                 | 小居鲁士王子                 | 小居鲁士王子                 |                |                | 居鲁士四世王子                  | 居鲁士四世王子                  | 居鲁士四世王子                  | 居鲁士四世王子                  | 居鲁士四世王子                  | 居鲁士四世王子                  |                            |                            |                            |                            |                            |                            |              |              | 奥斯塔尼兹王子                       | 奥斯塔尼兹王子                       | 奥斯塔尼兹王子                       | 奥斯塔尼兹王子                       | 奥斯塔尼兹王子                       | 奥斯塔尼兹王子                       |  |  |  |  |  |  |  |  |  |  |  |  |  |  |  |  |  |  |  |  |  |  |  |  |  |  |  |  |  |  |  |  |  |  |  |  |  |  |  |  |
|                                  |                                  |                                  |                                  |                                  |                                  |                                  |                                  |                              |                              |                               |                               |                               |                               |                               |                               |                            |                            |                              |                              |                              |                              |                              |                              |                |                |                                 |                                 |                                 |                                 |                                 |                                 |                            |                            |                            |                            |                            |                            |              |              |                                      |                                      |                                      |                                      |                                      |                                      |  |  |  |  |  |  |  |  |  |  |  |  |  |  |  |  |  |  |  |  |  |  |  |  |  |  |  |  |  |  |  |  |  |  |  |  |  |  |  |  |
|                                  |                                  |                                  |                                  |                                  |                                  |                                  |                                  |                              |                              |                               |                               |                               |                               |                               |                               |                            |                            |                              |                              |                              |                              |                              |                              |                |                |                                 |                                 |                                 |                                 |                                 |                                 |                            |                            |                            |                            |                            |                            |              |              |                                      |                                      |                                      |                                      |                                      |                                      |  |  |  |  |  |  |  |  |  |  |  |  |  |  |  |  |  |  |  |  |  |  |  |  |  |  |  |  |  |  |  |  |  |  |  |  |  |  |  |  |
| 阿尔塔薛西斯三世波斯国王 358–338 | 阿尔塔薛西斯三世波斯国王 358–338 | 阿尔塔薛西斯三世波斯国王 358–338 | 阿尔塔薛西斯三世波斯国王 358–338 | 阿尔塔薛西斯三世波斯国王 358–338 | 阿尔塔薛西斯三世波斯国王 358–338 |                                  |                                  | 奥卡王子                     | 奥卡王子                     | 奥卡王子                      | 奥卡王子                      | 奥卡王子                      | 奥卡王子                      |                               |                               | 罗多古妮公主               | 罗多古妮公主               | 罗多古妮公主                 | 罗多古妮公主                 | 罗多古妮公主                 | 罗多古妮公主                 |                              |                              | 阿帕玛公主     | 阿帕玛公主     | 阿帕玛公主                      | 阿帕玛公主                      | 阿帕玛公主                      | 阿帕玛公主                      |                                 |                                 | 西绪甘碧丝公主             | 西绪甘碧丝公主             | 西绪甘碧丝公主             | 西绪甘碧丝公主             | 西绪甘碧丝公主             | 西绪甘碧丝公主             |              |              | 阿尔萨米斯二世王子                   | 阿尔萨米斯二世王子                   | 阿尔萨米斯二世王子                   | 阿尔萨米斯二世王子                   | 阿尔萨米斯二世王子                   | 阿尔萨米斯二世王子                   |  |  |  |  |  |  |  |  |  |  |  |  |  |  |  |  |  |  |  |  |  |  |  |  |  |  |  |  |  |  |  |  |  |  |  |  |  |  |  |  |
| 阿尔塔薛西斯三世波斯国王 358–338 | 阿尔塔薛西斯三世波斯国王 358–338 | 阿尔塔薛西斯三世波斯国王 358–338 | 阿尔塔薛西斯三世波斯国王 358–338 | 阿尔塔薛西斯三世波斯国王 358–338 | 阿尔塔薛西斯三世波斯国王 358–338 |                                  |                                  | 奥卡王子                     | 奥卡王子                     | 奥卡王子                      | 奥卡王子                      | 奥卡王子                      | 奥卡王子                      |                               |                               | 罗多古妮公主               | 罗多古妮公主               | 罗多古妮公主                 | 罗多古妮公主                 | 罗多古妮公主                 | 罗多古妮公主                 |                              |                              | 阿帕玛公主     | 阿帕玛公主     | 阿帕玛公主                      | 阿帕玛公主                      | 阿帕玛公主                      | 阿帕玛公主                      |                                 |                                 | 西绪甘碧丝公主             | 西绪甘碧丝公主             | 西绪甘碧丝公主             | 西绪甘碧丝公主             | 西绪甘碧丝公主             | 西绪甘碧丝公主             |              |              | 阿尔萨米斯二世王子                   | 阿尔萨米斯二世王子                   | 阿尔萨米斯二世王子                   | 阿尔萨米斯二世王子                   | 阿尔萨米斯二世王子                   | 阿尔萨米斯二世王子                   |  |  |  |  |  |  |  |  |  |  |  |  |  |  |  |  |  |  |  |  |  |  |  |  |  |  |  |  |  |  |  |  |  |  |  |  |  |  |  |  |
|                                  |                                  |                                  |                                  |                                  |                                  |                                  |                                  |                              |                              |                               |                               |                               |                               |                               |                               |                            |                            |                              |                              |                              |                              |                              |                              |                |                |                                 |                                 |                                 |                                 |                                 |                                 |                            |                            |                            |                            |                            |                            |              |              |                                      |                                      |                                      |                                      |                                      |                                      |  |  |  |  |  |  |  |  |  |  |  |  |  |  |  |  |  |  |  |  |  |  |  |  |  |  |  |  |  |  |  |  |  |  |  |  |  |  |  |  |
|                                  |                                  |                                  |                                  |                                  |                                  |                                  |                                  |                              |                              |                               |                               |                               |                               |                               |                               |                            |                            |                              |                              |                              |                              |                              |                              |                |                |                                 |                                 |                                 |                                 |                                 |                                 |                            |                            |                            |                            |                            |                            |              |              |                                      |                                      |                                      |                                      |                                      |                                      |  |  |  |  |  |  |  |  |  |  |  |  |  |  |  |  |  |  |  |  |  |  |  |  |  |  |  |  |  |  |  |  |  |  |  |  |  |  |  |  |
| 阿尔塔薛西斯四世波斯国王 338–336 | 阿尔塔薛西斯四世波斯国王 338–336 | 阿尔塔薛西斯四世波斯国王 338–336 | 阿尔塔薛西斯四世波斯国王 338–336 | 阿尔塔薛西斯四世波斯国王 338–336 | 阿尔塔薛西斯四世波斯国王 338–336 |                                  |                                  | 帕瑞萨娣丝二世 公主          | 帕瑞萨娣丝二世 公主          | 帕瑞萨娣丝二世 公主           | 帕瑞萨娣丝二世 公主           | 帕瑞萨娣丝二世 公主           | 帕瑞萨娣丝二世 公主           |                               |                               |                            |                            |                              |                              |                              |                              |                              |                              |                |                |                                 |                                 |                                 |                                 |                                 |                                 | 大流士三世波斯国王 336–330 | 大流士三世波斯国王 336–330 | 大流士三世波斯国王 336–330 | 大流士三世波斯国王 336–330 | 大流士三世波斯国王 336–330 | 大流士三世波斯国王 336–330 |              |              | 欧克西亚提斯王子                     | 欧克西亚提斯王子                     | 欧克西亚提斯王子                     | 欧克西亚提斯王子                     | 欧克西亚提斯王子                     | 欧克西亚提斯王子                     |  |  |  |  |  |  |  |  |  |  |  |  |  |  |  |  |  |  |  |  |  |  |  |  |  |  |  |  |  |  |  |  |  |  |  |  |  |  |  |  |
| 阿尔塔薛西斯四世波斯国王 338–336 | 阿尔塔薛西斯四世波斯国王 338–336 | 阿尔塔薛西斯四世波斯国王 338–336 | 阿尔塔薛西斯四世波斯国王 338–336 | 阿尔塔薛西斯四世波斯国王 338–336 | 阿尔塔薛西斯四世波斯国王 338–336 |                                  |                                  | 帕瑞萨娣丝二世 公主          | 帕瑞萨娣丝二世 公主          | 帕瑞萨娣丝二世 公主           | 帕瑞萨娣丝二世 公主           | 帕瑞萨娣丝二世 公主           | 帕瑞萨娣丝二世 公主           |                               |                               |                            |                            |                              |                              |                              |                              |                              |                              |                |                |                                 |                                 |                                 |                                 |                                 |                                 | 大流士三世波斯国王 336–330 | 大流士三世波斯国王 336–330 | 大流士三世波斯国王 336–330 | 大流士三世波斯国王 336–330 | 大流士三世波斯国王 336–330 | 大流士三世波斯国王 336–330 |              |              | 欧克西亚提斯王子                     | 欧克西亚提斯王子                     | 欧克西亚提斯王子                     | 欧克西亚提斯王子                     | 欧克西亚提斯王子                     | 欧克西亚提斯王子                     |  |  |  |  |  |  |  |  |  |  |  |  |  |  |  |  |  |  |  |  |  |  |  |  |  |  |  |  |  |  |  |  |  |  |  |  |  |  |  |  |
|                                  |                                  |                                  |                                  |                                  |                                  |                                  |                                  |                              |                              |                               |                               |                               |                               |                               |                               |                            |                            |                              |                              |                              |                              |                              |                              |                |                |                                 |                                 |                                 |                                 |                                 |                                 |                            |                            |                            |                            |                            |                            |              |              | 阿尔塔薛西斯五世波斯国王 330–329     |                                      |                                      |                                      |                                      |                                      |  |  |  |  |  |  |  |  |  |  |  |  |  |  |  |  |  |  |  |  |  |  |  |  |  |  |  |  |  |  |  |  |  |  |  |  |  |  |  |  |
|                                  |                                  |                                  |                                  |                                  |                                  |                                  |                                  |                              |                              |                               |                               |                               |                               |                               |                               |                            |                            |                              |                              |                              |                              |                              |                              |                |                |                                 |                                 |                                 |                                 |                                 |                                 |                            |                            |                            |                            |                            |                            |              |              |                                      |                                      |                                      |                                      |                                      |                                      |  |  |  |  |  |  |  |  |  |  |  |  |  |  |  |  |  |  |  |  |  |  |  |  |  |  |  |  |  |  |  |  |  |  |  |  |  |  |  |  |
|                                  |                                  |                                  |                                  |                                  |                                  |                                  |                                  |                              |                              |                               |                               |                               |                               |                               |                               |                            |                            |                              |                              |                              |                              |                              |                              |                |                |                                 |                                 |                                 |                                 |                                 |                                 | 斯妲特拉二世公主           | 斯妲特拉二世公主           | 斯妲特拉二世公主           | 斯妲特拉二世公主           | 斯妲特拉二世公主           | 斯妲特拉二世公主           |              |              | 亚历山大大帝马其顿和波斯国王 329–323 | 亚历山大大帝马其顿和波斯国王 329–323 | 亚历山大大帝马其顿和波斯国王 329–323 | 亚历山大大帝马其顿和波斯国王 329–323 | 亚历山大大帝马其顿和波斯国王 329–323 | 亚历山大大帝马其顿和波斯国王 329–323 |  |  |  |  |  |  |  |  |  |  |  |  |  |  |  |  |  |  |  |  |  |  |  |  |  |  |  |  |  |  |  |  |  |  |  |  |  |  |  |  |
|                                  |                                  |                                  |                                  |                                  |                                  |                                  |                                  |                              |                              |                               |                               |                               |                               |                               |                               |                            |                            |                              |                              |                              |                              |                              |                              |                |                |                                 |                                 |                                 |                                 |                                 |                                 | 斯妲特拉二世公主           | 斯妲特拉二世公主           | 斯妲特拉二世公主           | 斯妲特拉二世公主           | 斯妲特拉二世公主           | 斯妲特拉二世公主           |              |              | 亚历山大大帝马其顿和波斯国王 329–323 | 亚历山大大帝马其顿和波斯国王 329–323 | 亚历山大大帝马其顿和波斯国王 329–323 | 亚历山大大帝马其顿和波斯国王 329–323 | 亚历山大大帝马其顿和波斯国王 329–323 | 亚历山大大帝马其顿和波斯国王 329–323 |  |  |  |  |  |  |  |  |  |  |  |  |  |  |  |  |  |  |  |  |  |  |  |  |  |  |  |  |  |  |  |  |  |  |  |  |  |  |  |  |

### 來源
- Briant, Pierre. . Pennsylvania State University Press. 2002. ISBN 978-1-57506-031-6.
- Brosius, Maria. . Routledge. 2006. ISBN 978-0-415-32089-4.
- Brosius, Maria. . Wiley-Blackwell. 2021. ISBN 978-1-444-35092-0.
- Cook, John Manuel. . Barnes & Noble. 2006. ISBN 978-1-56619-115-9.
- Dandamaev, M. A. . Brill. 1989. ISBN 978-90-04-09172-6.
- Heidorn, Lisa Ann.  (学位论文). University of Chicago. 1992.
- Kosmin, Paul J. . Harvard University Press. 2014. ISBN 978-0-674-72882-0.
- Kuhrt, Amélie. . Journal for the Study of the Old Testament. 1983, 8 (25): 83–97. S2CID 170508879. doi:10.1177/030908928300802507.
- Kuhrt, Amélie. . Routledge. 2013. ISBN 978-1-136-01694-3.
- Howe, Timothy; Reames, Jeanne. . Regina Books. 2008. ISBN 978-1-930053-56-4.
- Olmstead, Albert T. . University of Chicago Press. 1948. ISBN 978-0-226-62777-9.
- Tavernier, Jan. . Peeters Publishers. 2007. ISBN 978-90-429-1833-7.
- Wallinga, Herman. . Mnemosyne. 1984, 37 (3/4): 401–437. doi:10.1163/156852584X00619.
- Wiesehöfer, Josef. . 由Azodi, Azizeh翻译. I.B. Tauris. 2001. ISBN 978-1-86064-675-1.

## 外部連結
- Persian History （页面存档备份，存于）
- Livius.org on Achaemenids （页面存档备份，存于）
- Swedish Contributions to the Archaeology of Iran （页面存档备份，存于） Artikel i Fornvännen (2007) by Carl Nylander
- Čišpiš （页面存档备份，存于）
- The Behistun Inscription （页面存档备份，存于）
- Livius.org on Achaemenid Royal Inscriptions （页面存档备份，存于）
- Achaemenid art on Iran Chamber Society (www.iranchamber.com) （页面存档备份，存于）
- Persepolis Fortification Archive Project （页面存档备份，存于）
- Photos of the tribute bearers from the 23 satrapies of the Achaemenid empire, from Persepolis （页面存档备份，存于）
- Coins, medals and orders of the Persian empire （页面存档备份，存于）
- Dynasty Achaemenid
- Iran, The Forgotten Glory – Documentary Film About Ancient Iran (achaemenids & Sassanids) （页面存档备份，存于）
- Achemenet （页面存档备份，存于） an electronic resource for the study of the history, literature and archaeology of the Persian Empire
- Persepolis Before Incursion （页面存档备份，存于） (Virtual tour project)
- Musée achéménide virtuel et interactif (Mavi) a "Virtual Interactive Achemenide Museum" of more than 8000 items of the Persian Empire
- Persian history in detail （页面存档备份，存于）